# Злочинність і правосуддя в середньовічному Львові

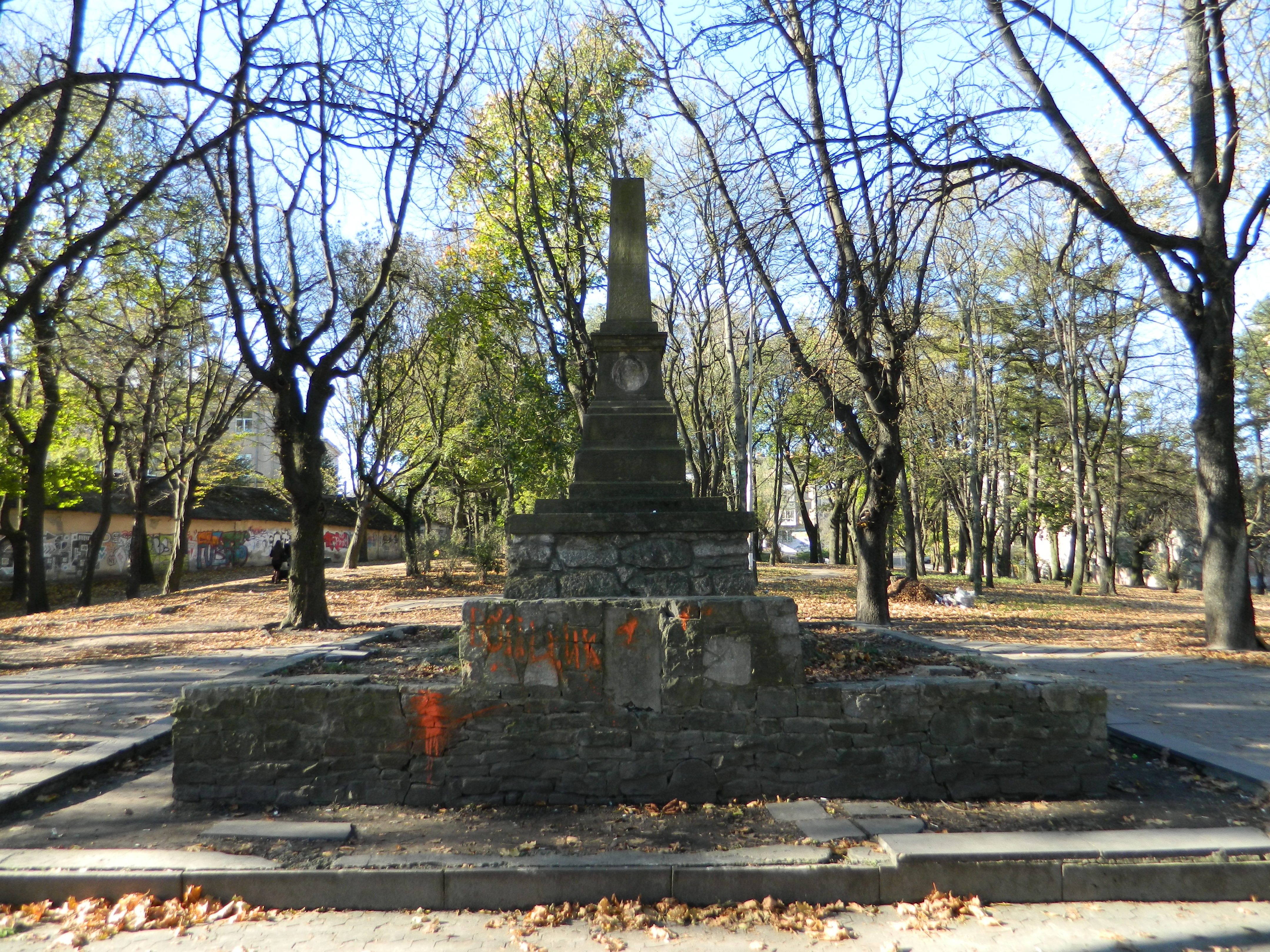
Сквер і пам'ятний знак на місці середньовічної Гори Страт

Злочинність і правосуддя в середньовічному та ранньомодерному Львові займали помітне місце в суспільному житті містян і служили темою для постійного інтересу обивателів. Як багате торгове місто, Львів привертав увагу не тільки іноземних купців і ремісників, а й злочинців усіх мастей. Однак, злочинний світ середньовічного Львова, який мав свої регіональні особливості, вирізнявся неприязню до невмотивованої жорстокості. Важкі злочини були радше винятком з правил, причому вчиняли їх переважно представники шляхти і приїжджі елементи. Найпоширенішими правопорушеннями були шахрайство, підробка монет і різних товарів, азартні ігри, хуліганство, крадіжки і проституція. Рівень злочинності зростав в періоди війн, економічних криз і політичної нестабільності, які, як правило, супроводжувалися соціальними заворушеннями і падінням моралі.
Львівський магістрат складався з міської ради та міського суду (лави), який займався переважно кримінальними справами. Хоча рада була адміністративним органом, нечіткість законодавства часто призводила до того, що її функції перетиналися з функціями суду. Члени міської ради (райці або консули) здійснювали поліційний нагляд, розподіляли міські землі, здавали в оренду майно міста і його прибуткові сфери діяльності, встановлювали податки, брали в міське право (громадянство) і вирішували суперечки, які не вимагали залучення свідків, а також опікувалися вдовами та сиротами міста. Крім того, бургомістр (або бурмістр) і райці боролися з азартними іграми, стежили за торговцями, щоб ті не обманювали і не обважували покупців, і цінами, аби не наживалися перекупники. Райці не отримували коштів за свою роботу, яка вважалася почесною, разом з тим вони не платили королівських і міських податків за свою нерухомість, були звільнені від низки повинностей і отримували різні подарунки. Львівські бургомістри мали право самостійно вершити суд і вирішувати суперечки, причому навіть у себе вдома, через них подавалися прохання і апеляції до королівської канцелярії.

## Злочинність

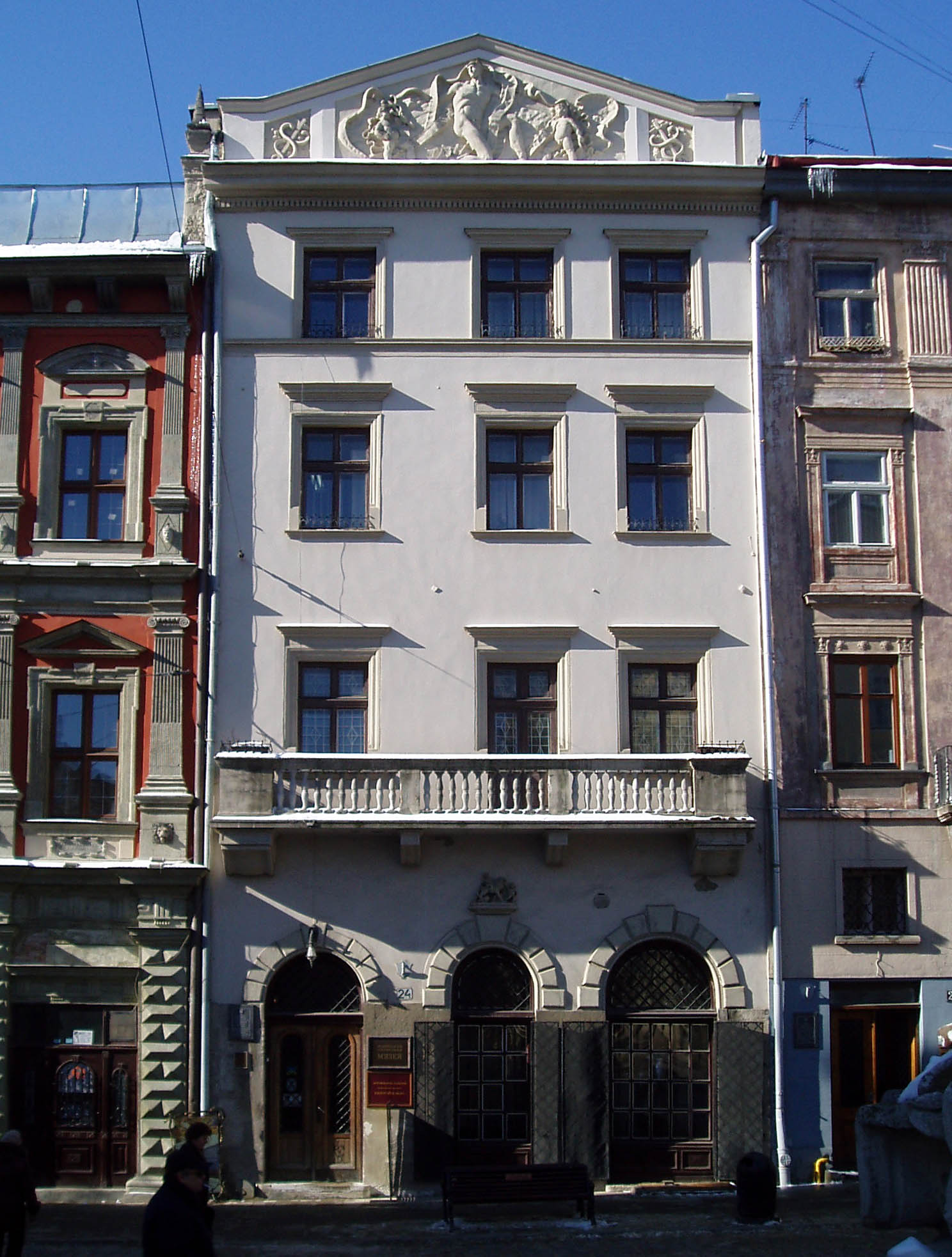
Кам'яниця Массарівська

Законодавство XIV—XVI століть розрізняло злочини, вчинені проти магістрату і церкви (богохульство, єретицтво, чаклунство), проти життя і здоров'я городян (вбивство, розбій, нанесення тілесних ушкоджень), проти суспільної моралі (проституція, содомія, зґвалтування і двоєженство). Найбільш поширеними в середньовічному Львові були майнові злочини (крадіжки, грабежі, шахрайства і неповернення боргів), за якими йшли злочини проти віри. Богохульством священники пояснювали появу голоду, епідемій і венеричних хвороб, суворо караючи винних, аж до спалення на вогні. За статистикою, крадіжками сакральних предметів з храмів промишляли в основному чоловіки, а чаклунством — жінки (знахарство і ворожіння, які не мали негативних наслідків, взагалі не вважалися правопорушеннями).
Щоб бути суб'єктами злочину, особи мали досягнути віку кримінальної відповідальності, який визначався чинними на той час збірниками права. Як правило, діти у віці до 12 років вважалися неповнолітніми, а тому звільнялися від будь-якої відповідальності. Здійснену ними шкоду компенсували батьки або опікуни. Діти, віком від 12 до 14 років, притягалися до відповідальності тільки за умисні злочини, до них застосовували легкі тілесні покарання або сплату штрафу. Часто їх передавали під опіку і виховання близьких родичів. Згідно з магдебурзьким правом повна кримінальна відповідальність наставала з 14 років.
Важкі злочини (вбивства і збройні напади) були порівняно рідкісним явищем у середньовічному Львові. Закони розрізняли вбивство при обороні і випадкове вбивство (або вбивство з необережності). Злочином проти громадського спокою та міської влади вважалося вбивство стражника під час виконання ним своїх обов'язків або вбивство з корисливих мотивів. Непоодинокими були випадки, коли матері через бідність, сором чи страх батьківського покарання або побоювання втратити роботу вбивали своїх новонароджених дітей (переважно це були одружені жінки і дівчата-служниці). Аборт також вважався вбивством. Крім того, злочином вважалася спроба перервати вагітність за допомогою шкідливих продуктів і напоїв та залишення немовляти без нагляду.
Дуже широко в середньовічному праві трактувалося поняття статевих злочинів. Наприклад, під поняттям «содомії» об'єднували онанізм, гомосексуальність, лесбійство, зоофілію, некрофілію, статеві контакти «неприродним шляхом» і статеві контакти християн з нехристиянами. Відповідно до Constitutio Criminalis Carolina, визнаних винними у «содомському гріху» вимагалось спалити на вогнищі. В 1518 році за міжконфесійні статеві відносини у Львові були спалені вдівець-вірменин і неодружена католичка. Подружні зради нерідко закінчувалися судовими процесами, в яких з коханців вимагали компенсацію за моральну шкоду.
У Львові часто крали худобу і коней, з якими в місто приїжджали купці, неодноразовими були дрібні крадіжки, вчинені прислугою в хазяйських будинках. Випадки крадіжок частішали під час епідемій, коли будинки заможних містян залишалися без нагляду. У судових архівах зустрічаються справи про розграбування багатих єврейських могил. Збройні банди наганяли жах на купецькі обози і самотніх мандрівників на дорогах, які вели до Львова, рідше — в передмістях, іноді нападали на приміські села й заміські маєтки шляхти. Існували єврейські банди в Краківському передмісті, чимало злочинних угруповань створювали польська знать або колишні солдати.
|  |  |  |
|  |  |  |

У середньовічному Львові були доволі поширеними вуличне хуліганство і вбивства в бійках, що здійснювались, як правило, в стані сильного алкогольного сп'яніння. Непоодинокими ставали бійки між слугами різних панів, між міщанами і шляхтою, між солдатами гарнізону та міською вартою, бійки через борги, азартні ігри, жінок. Іноді у них брали участь і священнослужителі. Так, у 1537 році Грета Кохнова та її дочка Малгожата сильно побили ректора львівської кафедральної школи, магістра юриспруденції Яна Тухольчика. Побитий правник зажадав від кривдниць три тисячі угорських злотих у вигляді компенсації, однак завдяки блискучому виступу адвоката Матвія Кашера жінки виграли судовий процес: зневажений Тухольчик залишився ні з чим. У 1578 році на площі Ринок у присутності самого короля Стефана Баторія побилися польний писар Вацлав Вонсович і ротмістр Темрюк. У 1580 році на весіллі Анни Лонцької трапилась бійка між представниками двох відомих і шанованих львівських сімей: Урбан Убальдіні і Павло Єльонек.
В кінці XVI — початку XVII століття криміногенна ситуація у Львові суттєво погіршилася. Місто і передмістя заполонили авантюристи і найманці, які збиралися тут в загони для походів на Московське царство, Волощину і до північних кордонів Османської імперії. Нерідко після гульб найманці здійснювали зґвалтування, розбої і навіть вбивства.

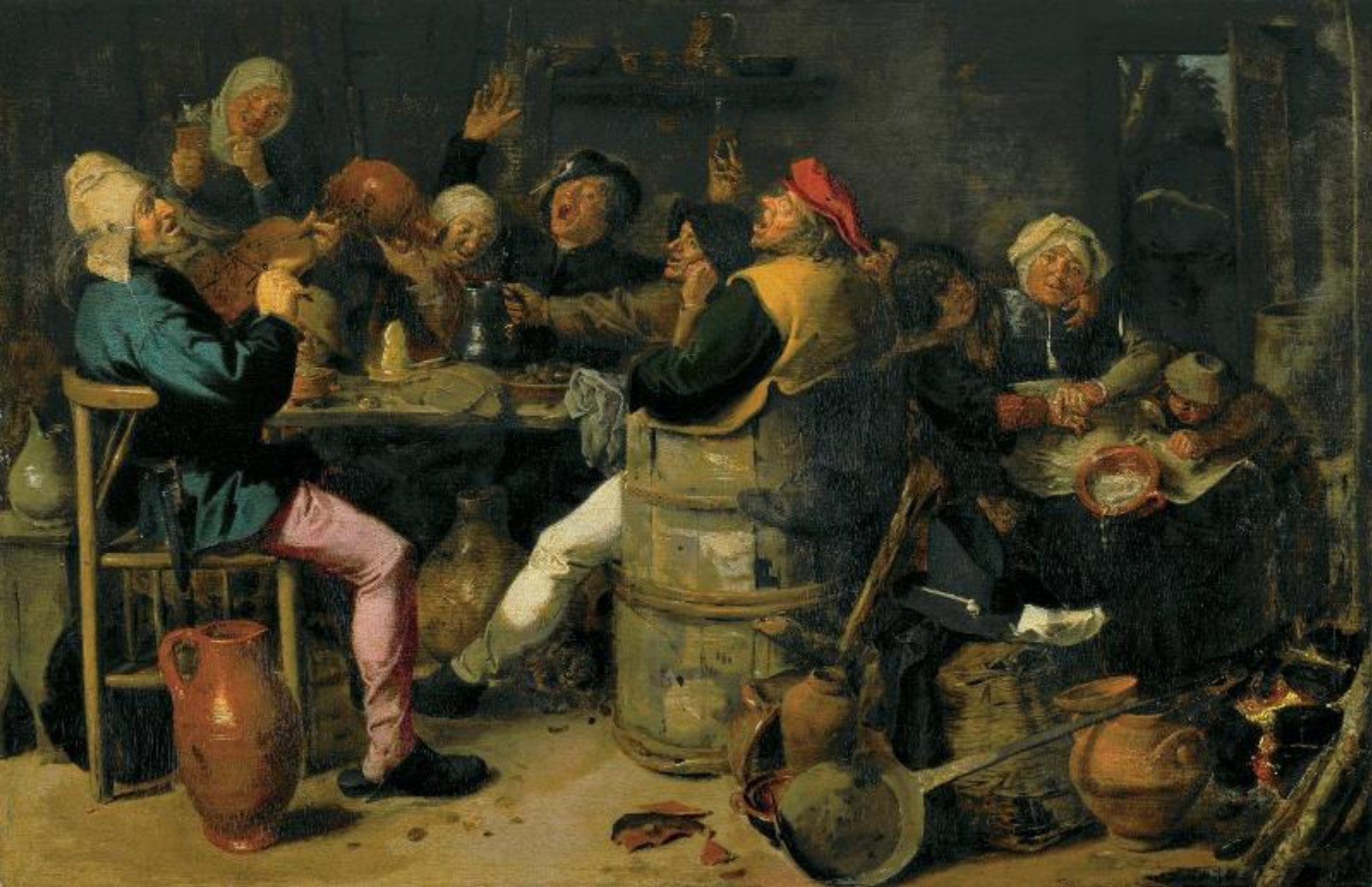
Картина Адріана Брауера

Багато зловживань зустрічалося в прибутковій торгівлі алкоголем. Недобросовісні шинкарі розбавляли і не доливали пиво, мед і вино, деякі купці контрабандою завозили в місто дешеве пиво з передмість і дорогі угорські вина (варити пиво дозволялось виключно в межах міських стін, а перевезення імпортного вина взагалі було монополією магістрату). Багато господарів шинків змішували високоякісні угорські вина з дешевшими сортами з Волощини, а також використовували спеціальну тару, яка вміщала напій менше норми. Щоб боротися з цим явищем, у Львові заснували посаду контролера, який стежив за обсягом бочок, пляшок і кухолів, штрафуючи порушників. Як стверджував польський етнограф та історик Середньовіччя Ян Станіслав Бистронь, пияцтво було вкрай поширене в містах Польського королівства. Щоб не допустити використання меблів у п'яних бійках, лавки в шинках робили дуже масивними і важкими.

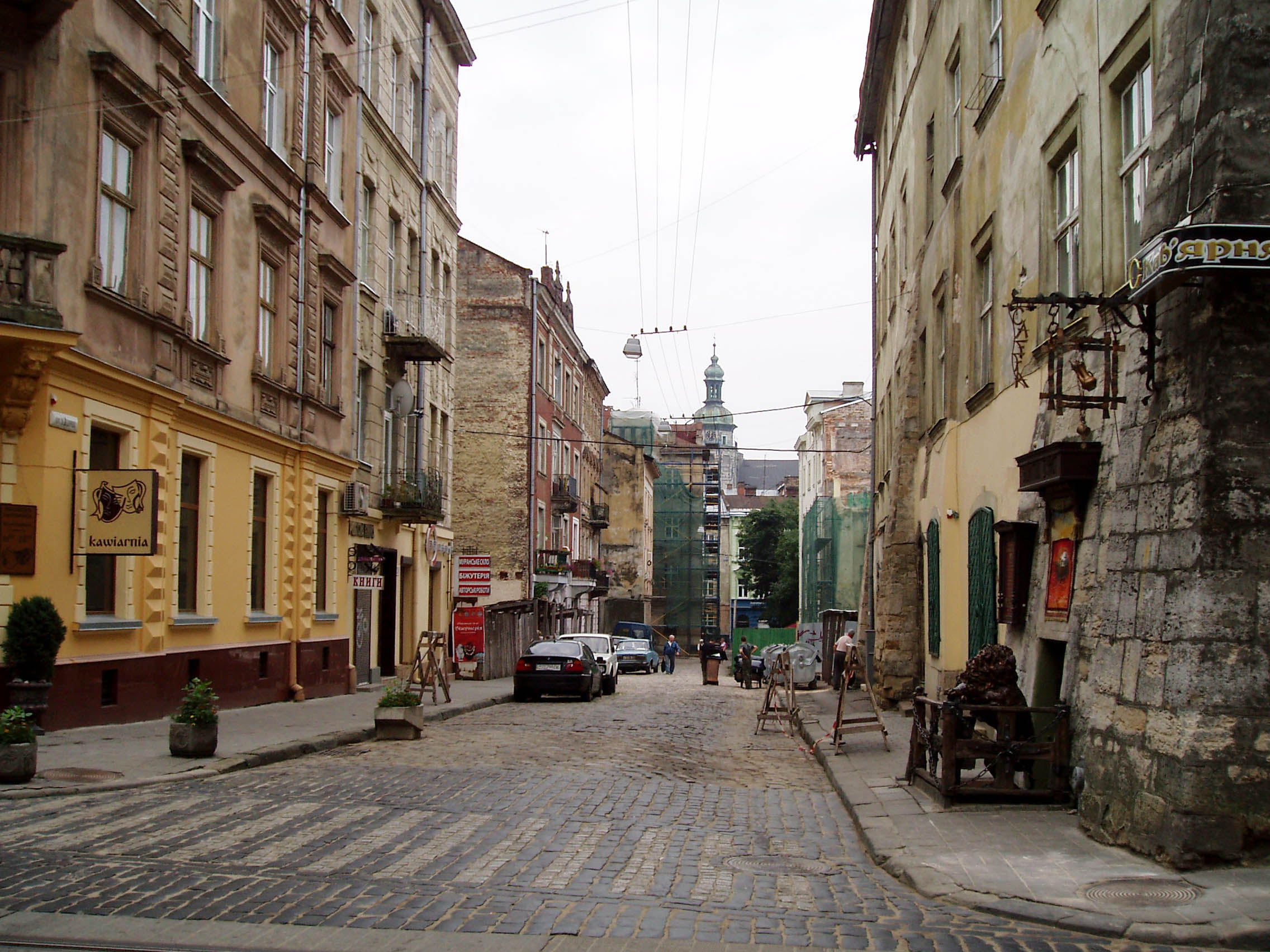
Нинішня вулиця Федорова (колишня Єврейська).

Заворушення на релігійному ґрунті найчастіше були спрямовані проти єврейської громади Львова. Однак, відкриті напади на єврейський квартал в період Високого середньовіччя майже не відбувалися, а почалися тільки в Пізнє середньовіччя — в 1572 і 1592 роках (ще більші єврейські погроми, відомі у Львові як тумульти, трапилися в XVII—XVIII століттях). Головними винуватцями погромів були студенти кафедральної школи. Євреї були змушені відкуповуватися від безчинства католицької молоді, віддаючи як гроші, так і товари. Найбільше потерпали львівські євреї з числа шинкарів і лихварів, які мали через особливості своєї професії погану репутацію.
У князівський період історії Львова в місті проживало чимало осіб, які називали себе чаклунами, віщунами та ворожками. У Краківському передмісті жив вірменський чорнокнижник і магістр алхімії Дмитро, відомий далеко за межами міста. На навчання до нього приїжджали навіть із Західної Європи. Збереглися відомості про візит до Львова празького алхіміка Бартоломея і німецького чорнокнижника Леонарда, які просили Дмитра поділитися з ними секретом отримання «філософського каменю». Дмитро зберіг свої знання в таємниці, але дав гостям рекомендаційний лист в якусь «грецьку школу», що розташовувалася біля Тебризу.
Багато львівських алхіміків займалися аптекарською справою, продаючи своїм клієнтам не тільки ліки, а й цукор, прянощі, «захисні амулети» і «чудодійні зілля». Іншою популярною групою були астрологи, маги, містики та інші езотерики, серед яких переважали іноземці. Час їх тріумфу припав на період після закінчення Середньовіччя (в XVI столітті у Львові відзначився мальтієць Фрідріх Йоахім Мегеліно, в XVIII столітті місто відвідував знаменитий граф Каліостро).

### Проституція
Світське муніципальне право XVI—XVIII ст. розуміло під розпустою позашлюбні статеві стосунки між особами протилежної статі, зокрема з дівчатами, вдовами і повіями. Содомським гріхом називали статеві відносини людей з тваринами, між людьми одної статі чи близькими родичами, і навіть католиків з представниками інших християнських конфесій. За ці злочини передбачалося спалення на вогнищі. Моральні та церковні норми передбачали, що сексуальні контакти мали бути якомога однотипними, тобто кожна поза, окрім місіонерської, вважалася гріховною. Водночас, лесбійські відносини до кримінальних діянь не належали.

У середньовічному Львові проституція хоча і вважалася злочином та богонеугодною діяльністю, але існувала майже легально. Однією з причин було те, що у цей час в Європі розпусна поведінка жінок вважалося ознакою приналежності до вищого стану. Вона не оминала і нижчих верств населення. Відвідини будинків розпусти і торгівля своїм тілом були аморальними явищами, але майже не каралися (деякі львівські цехи прописували в своїх статутах заборону на відвідування «будинку розпусти» для членів об'єднання). Уже на початку XV століття деякі львівські повії виїжджали на заробітки в Краків та інші польські міста.

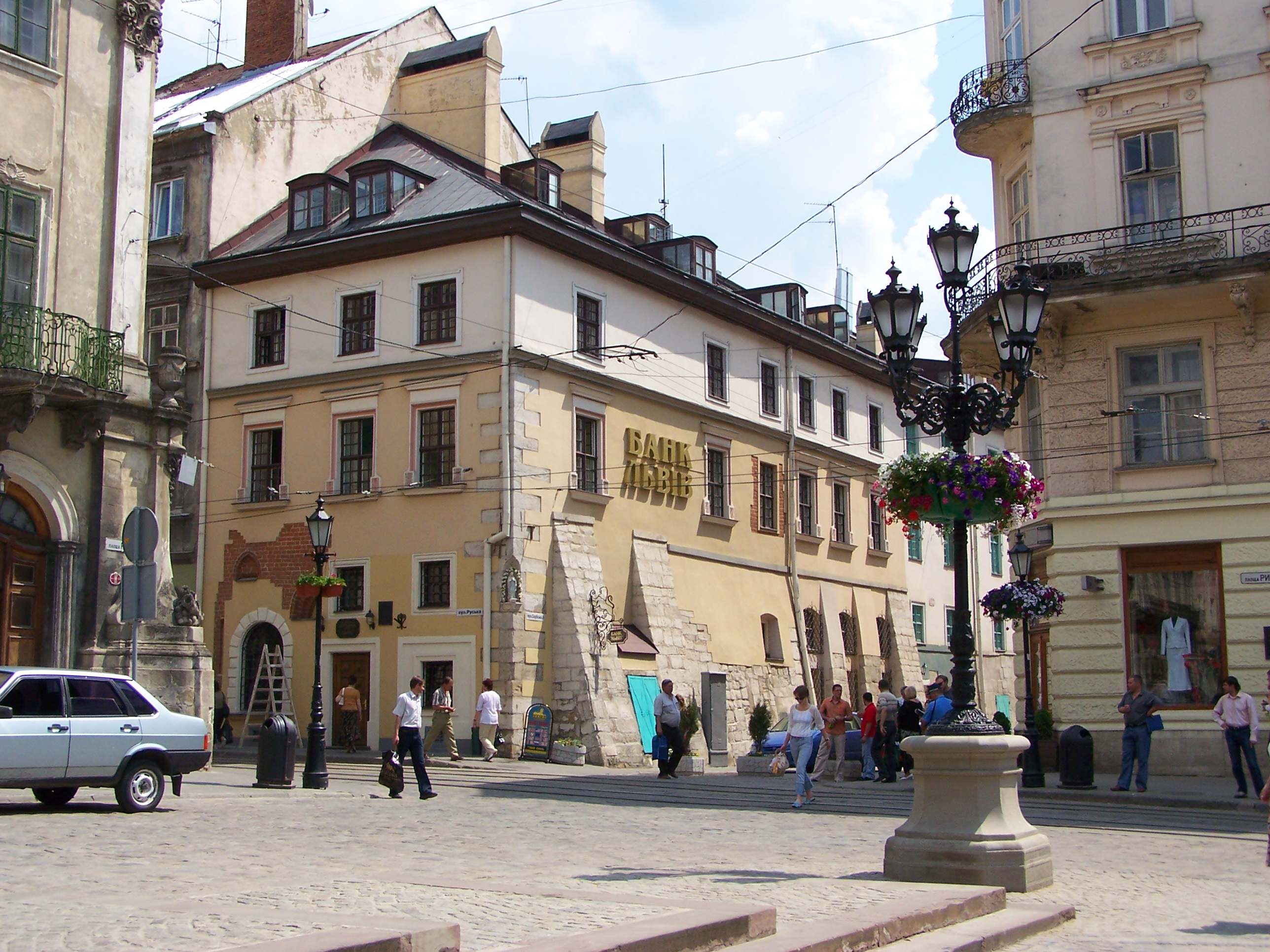
Будинок № 2 на вулиці Руській

Перша згадка про львівський будинок розпусти (лупанарій) датується 1450 роком. В архівних документах є запис про ремонт водопроводу в міському борделі, на що було виділено 12 грошей. Інший будинок розпусти відкрився в 1473 році в єврейському кварталі, на місці нинішніх руїн синагоги Золота Роза. Згідно з архівними записами, власником публічного будинку, імовірно, міг бути купець з Бергамо Русетто, який тривалий час жив в Кафі і займався работоргівлею. Він декілька разів провозив через Львів обози рабинь, головно з Абхазії, Мегрелії і Балкан. Іншим відомим работорговцем був італієць Джането Ломелліно з Генуї, який 1474 р. купив партію жінок у Русетто й одержав спеціальний дозвіл на вивезення невільниць з міста.
У XVI столітті популярний лупанарій розміщувався біля міського арсеналу, напроти кінного млину. Раніше він був сільською корчмою, яку купили на гроші магістрату, розібрали, перевезли до Львова і тут зібрали заново. Будівля згоріла під час пожежі 1571 року, але зберігся її детальний опис (навколо головної світлиці розташовувалося шість «робочих» приміщень розмірами 2,4×3,6 метрів, бордель мав два виходи, аби зменшити ймовірність зустрічі гостей між собою). Після пожежі «веселий будинок» на деякий час переїхав у вежу Теслярів і Токарів при арсеналі, а відтак розміщувався в будинку Юрія Войнара (сучасний будинок № 2 по вулиці Руській).
Також публічними будинками славилося Краківське передмістя, де основними клієнтами були приїжджі купці і службовці Низького замку (про славу тутешніх лупанаріїв, але вже в XVII столітті, писав в одному зі своїх віршів відомий польський поет Ян Анджей Морштин). Впродовж 1622—1662 рр. біля Високого замку і на Галицькому передмісті існувало близько семи нелегальних будинків розпусти.

### Азартні ігри

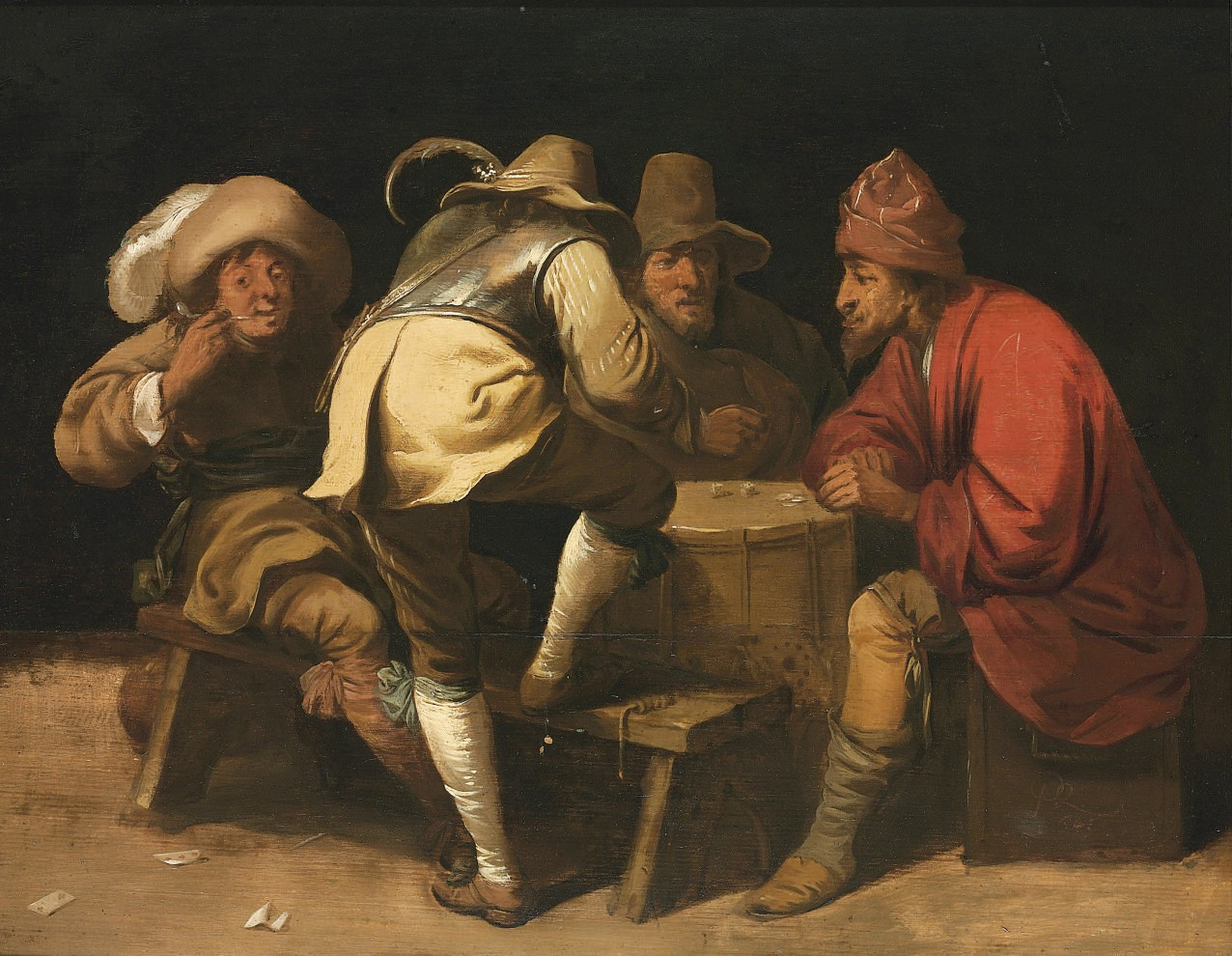
«Солдати, що грають в кості». Картина 1643 року

З середини XIV століття в Польському королівстві, зокрема і в Галичині, стала набирати популярність гра в кості. У 1387 році львівський магістрат своїм спеціальним розпорядженням заборонив гру в кості на гроші у межах міських стін. У разі виявлення з порушників стягувався штраф у розмірі 48 грошей, а всі учасники гри повинні були повернути один одному виграні суми. Ще суворіше карали шинкарів, в питних закладах яких велася гра: після двох попереджень магістрат відбирав у них право на торгівлю і закривав шинок. Незважаючи на заборони і моральний осуд, гра в кості залишалася поширеною розвагою серед солдатів і міських низів протягом усього Середньовіччя.
У Львові існувала група професійних «костерів» (шахраїв в грі), причому в польській мові назва «костер» з часом перейшла і на професійних картярів (тільки в XVI столітті стало поширюватися німецьке слово «шулер»). Для обману партнера використовували кубик з порожниною, в яку заливали ртуть. Таким чином кубик шахрая завжди випадав виграшною стороною. Не вважалася чимось ганебним і наявність в приватному будинку кубиків в кості, що використовувалися для ворожіння і пророкування майбутнього.
Гра в карти поширилася у Львові в XVI столітті. Кольорові гральні карти потрапили до Польщі з Близького Сходу через Німеччину і Чехію. У виданій в 1584 році в Кракові поемі «Роксоланія» Себастіян Кленович розповідає про популярність карткових ігор в Галичині, про те, що картярі грали на горіхи чи гроші, а також про різновиди тодішнього шулерства (згадуються «випадкові свідки», які встрявали в суперечку під час гри або підглядали карти гравців і системою умовних сигналів повідомляли їх своїм спільникам). Як і кості, карти вважалися грою міських низів і в Середньовіччі ще не стали атрибутом світських салонів. Колоди карт різних типів (німецькі, французькі, краківські і вроцлавські) продавалися в книжкових магазинах і крамницях з побутовими товарами.

### Жебраки і злидарі
Звичаєве право характеризувало жебраків як осіб, що не мали майна і сталих джерел доходу, та які зазвичай жили на милостиню. Якщо часи Середньовіччя були сприятливими для існування даної соціальної групи, то в XVI столітті внаслідок низки змін у суспільній моралі й свідомості ставлення до злидарів різко погіршилося. Хоча люди, що перебували на низу соціальної ієрархії, були неодмінною складовою ранньомодерного суспільства, вищі стани ставилися до жебраків і волоцюг, як до «інших», «чужих», які порушують усталений і зрозумілий порядок міського життя. Це породжувало певний страх і відчуження.

З 1471 року у Львові існувала офіційна спільнота жебраків (або дідів), які збиралися «на Байках» (в районі сучасної Київської вулиці). Вони просили милостиню біля церков, монастирів і цвинтарів як в місті, так і в передмістях (найбільша їхня концентрація спостерігалася біля собору Святого Юра і костелу Святого Станіслава), а також біля придорожніх хрестів і фігур, які встановлювали на торгових шляхах до Львова. Публічне право врегулювало становище жебраків у Конституції 1496 року. Вони ділилися на три категорії: ті, кому місто офіційно дозволило просити милостиню; ті, хто через свої фізичні або психічні вади не могли працювати; і ті, хто не хотіли чесно працювати і заробляли обманом. Перші дві категорії влада не чіпала, а останніх затримували і відправляли на ремонт міських фортифікацій (якщо «нелегальних» жебраків в місті було дуже багато, війта карали високим штрафом).

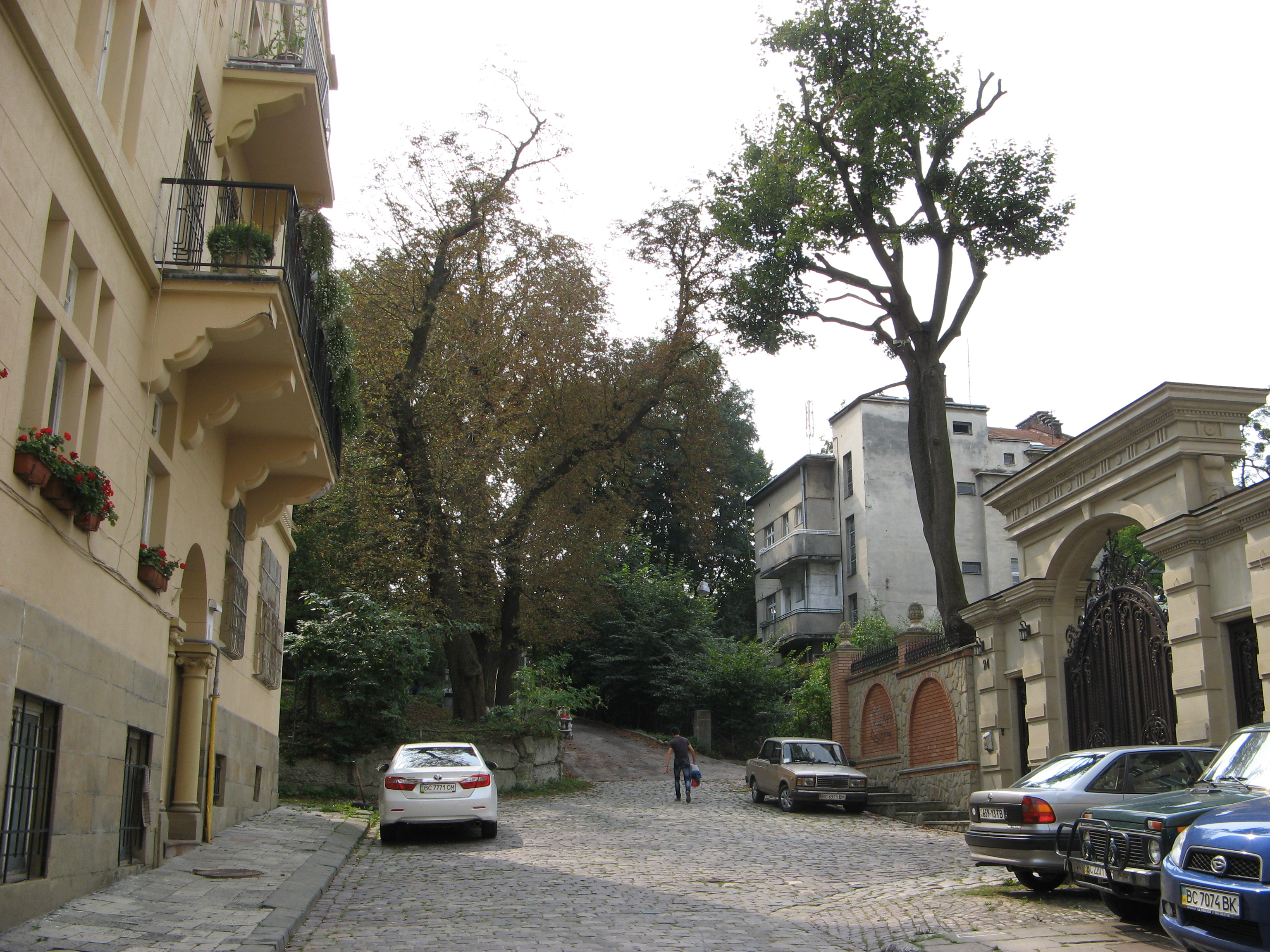
Вулиця Каліча гора

На початку XVI століття у Львові вже існувала корпорація жебраків, що мала власну емблему та право ведення цехової книги (це було єдине міське професійне об'єднання, яке обмежувало своїх членів за релігійною або національною приналежністю). Єдиним обмеженням для русинів була заборона на відвідування міської лазні. У 1515 році у Львові була введена посада «бабського війта» (Judex Pedanus; ще його називали «староста убогих» або «староста дідів»). Обираючись у своєму середовищі, він очолював львівських жебраків, калік і волоцюг, а також виганяв за межі міста прийшлих злидарів, отримуючи за це від магістрату три гроші на тиждень.
Традиційними місцями проживання жебраків були Жебрача (нині — вулиця Академіка Колесси) і Каліча гори  (нині — однойменна вулиця) в районі сучасної цитаделі, а також Краківське передмістя. Найбільш вдалими для жебраків були дні, коли закладали храм, святкували військову перемогу, державне або релігійне свято, або коли до Львова прибував високий гість. Поширеним було повір'я, що людина, яка не подала милостиню жебракові, могла захворіти.

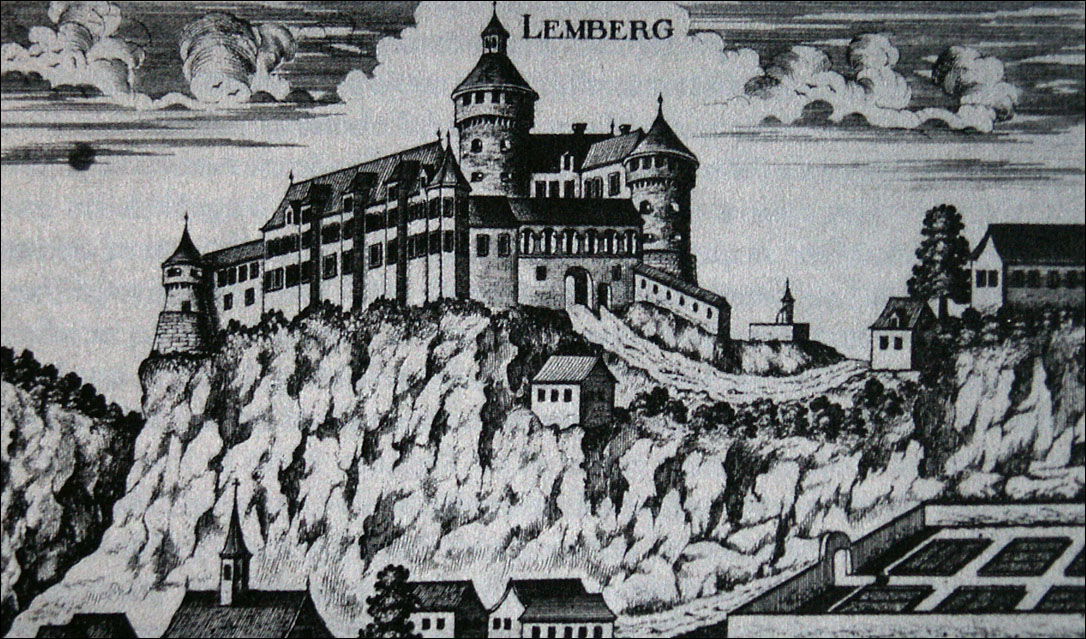
Зображення Високого замку. XVII століття

У шпиталях або богадільнях Львова жебракам надавався тимчасовий нічліг. Всі монастирі і католицькі чернечі ордени міста (особливо францисканці, домініканці і бернардинів) годували злидарів і жебраків обідами або вечерями, роздавали хліб і передавали магістрату пожертви для убогих. Найбільшими притулками Львова вважалася шпиталь при костелі Святої Єлизавети на місці сучасної площі Івана Підкови (з початку XV століття вона була відома як шпиталь Святого Духа) і монастир Святого Лазаря на Калічій горі (на початку XVII століття перенесений на своє нинішнє місце розташування).

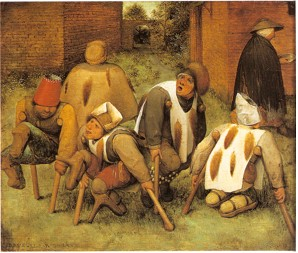
Жебраки. Полотно Пітера Брейгеля старшого

Лише за часів, коли Львову загрожували епідемії, влада очищала місто від натовпу обіднілих. У 1548 році була введена посада наглядача за дотриманням санітарних норм, який вранці в супроводі варти виганяв жебраків за міські стіни. Сеймова конституція 1588 року підтвердила положення конституції 1496 року і додатково ввела відповідальність чиновників магістрату за недостатню боротьбу з «нелегальними» злидарями.
Залежно від способу випрошувати милостиню жебраки ділилися на декілька груп. Найбільш численними були каліки та інваліди, котрі стверджували, що отримали каліцтва або на війні, або в полоні у мусульман за відмову відректися від християнства. Інша категорія просила милостиню на «викуп» з турецького полону близьких або навіть самого себе, «відпущеного під чесне слово» (такі жебраки демонстрували кайдани, в яких їх нібито тримали, і різні документи на невідомих мовах). Релігійно-містичний напрямок представляли обвішані іконами і амулетами попрошайки, які розповідали про своє паломництво до Палестини чи Риму. Водночас вони продавали баночки з «йорданською водою», чотки «животворного хреста» і камінчики з Голгофи. Такі жебраки знали головні церковні пісні і добре розбиралися в питаннях релігійної догматики.
Окрему категорію злидарів становили прокажені, що жили в притулку за межами міських стін (відомості про них є з початку XV століття). Ці хворі просили милостиню біля міської брами, вони носили спеціальні рукавички і користувалися кошиками, прикріпленими до довгих палиць, щоб не наближатися до здорових людей. Польський письменник Себастіян Фабіан Кленович написав про галицьких жебраків поему «Торба Іуди», в якій детально описав усі тонкощі даної професії. Взагалі, люди маргінесу часто ставали носіями інфекційних захворювань. Це дуже добре розуміли самі міщани і члени міських магістратів, тому існує багато міських приписів від XVI—XVII століть, які передбачали виселення за межі міста лузних людей, жебраків, що не дотримувалися суспільних норм, елементарної гігієни. Всі вони розглядалися як потенційні носії зарази. За межами міських стін, для злидарів будь-яка милостиня ставала в такому випадку великою рідкістю.

### Розкрадання майна

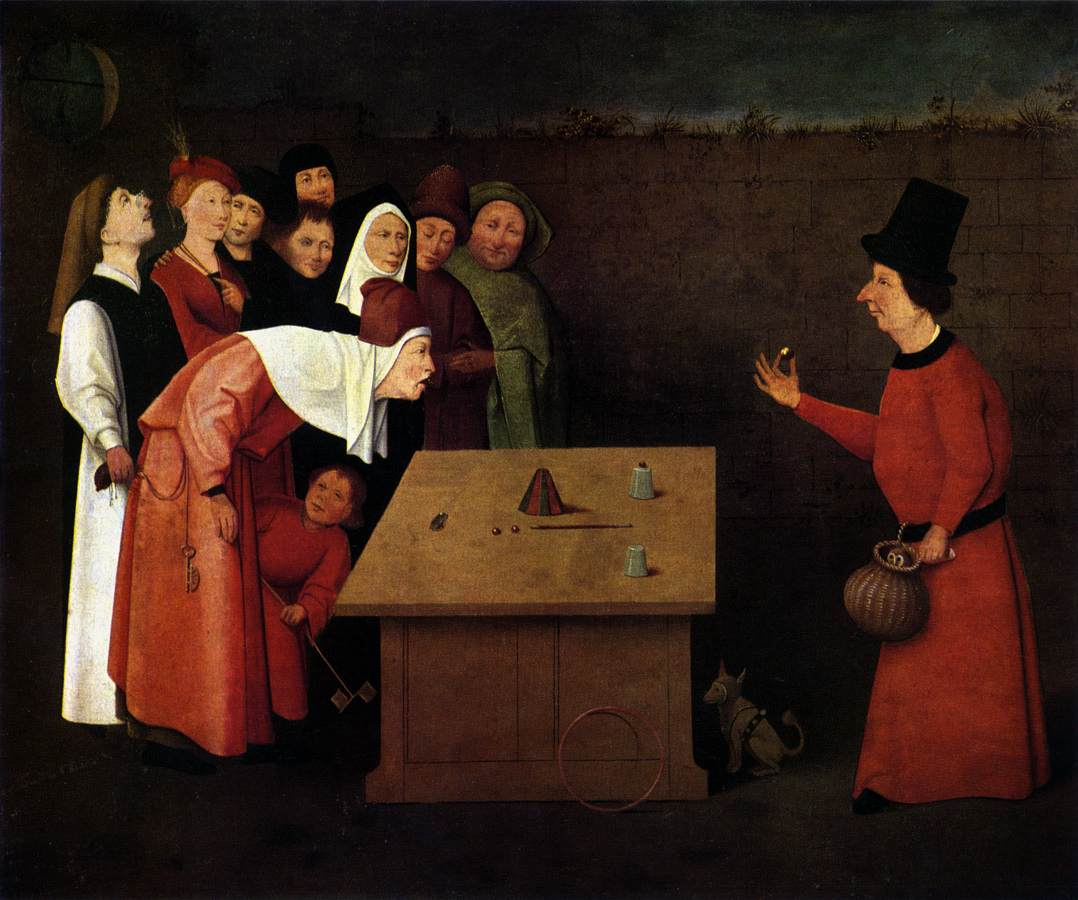
Крадіжка гаманця на картині Ієронімуса Босха. XV століття

Середньовічне законодавство надавало велику увагу злочинам майнового характеру, які спочатку об'єднувалися під загальною назвою «крадіжка». Пізніше серед кваліфікацій злочинів юристи стали виділяти грабежі і розбої. Серед найбільш популярних злочинів середньовічного Львова були крадіжки особистого майна та конокрадство. Згідно з підрахунками польського історика Адама Карпінського, злочини проти майна становили близько 60 % всіх злочинів, скоєних у Львові в XVI—XVII століттях. Причому якщо раніше напади із застосуванням насильства, небезпечного для життя чи здоров'я потерпілого, вважалися рідкістю, то до кінця Середньовіччя розбої вже становили майже чверть всіх майнових злочинів.
Міська влада Львова вважали потенційними правопорушниками всіх осіб, які прибували в місто без певної професії і супровідних документів. Магістрат неодноразово звертався до львів'ян із закликами не пускати в своє житло невідомих прибульців і жебраків. Однак, багато містян брали на постій незнайомців в надії заробити на здачі кута або кімнати.
Серед гучних злочинів XVI століття виділяється скарга молдовського господаря Петру IV Рареша львівському магістрату на міщанина Сенька Поповича (1541), котрий під час перебування при дворі нібито обікрав правителя на велику суму. У список вкраденого потрапили 12 жупанів з золотими ґудзиками (кожен вартістю 20 тисяч аспрів), дві шаблі і чотири кинджали з дорогоцінним оздобленням, золотий кубок вартістю 50 угорських дукатів, а також мішок монет. Місто провело власне розслідування і виправдало Поповича. Польський король видав Сенькові спеціальну королівську грамоту, якою заборонялось подальше переслідування львів'янина за даною справою в майбутньому.
У XVI столітті своїми грабіжниками і розбійниками «славилося» Краківське передмістя. Наприклад, банда Давида по кличці «Конфедерат» грабувала перехожих і обози уздовж жвавої дороги на Глиняни. У свій час кримінальними «королями» Краківського передмістя вважалися Абрам Данкович і Гешель Юзе, які у 1591 році прямо вдень пограбували і вбили багатого підприємця Шимона Соломоновича. Крім самих бандитів влада переслідувала і жорстоко карала тих, хто ховав, а потім збував крадене.

### Корупція і свавілля шляхти

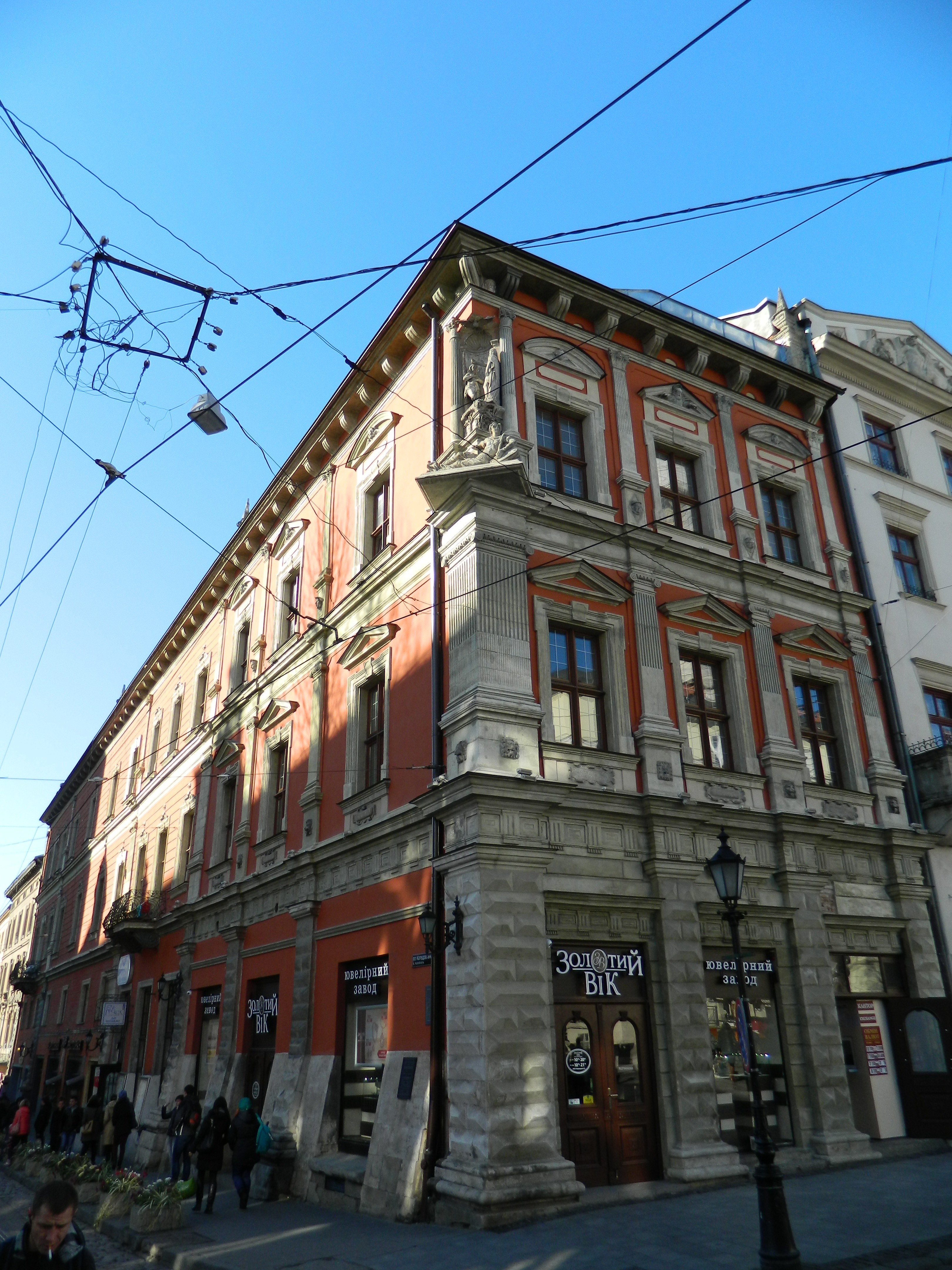
Дім Шольц-Вольфовичів

Система львівської міської влади створювала сприятливі можливості для різних зловживань. Членство в магістраті, яке спершу було виборним, з 1519 року стало довічним. При цьому обрання нових членів міської ради на вакансії проводилося чинними райцями (пол. radźca або пол. rajca, аналог ратмана). Кандидат повинен був мати вищу освіту і нерухомість у межах міських стін, але головне — був змушений заплатити значну суму на користь чинних членів ради. Старійшини магістрату намагалися не приймати до своїх лав новачків, віддаючи перевагу родичам померлих райців. Таким чином, в міській раді Львова утворилася замкнута система династичної олігархії.
Міська рада всіма можливими методами ускладнювала контроль над витратами з державної скарбниці Львова. Нерідко чиновники привласнювали міську власність, користуючись в особистих інтересах міськими слугами і транспортними засобами. Багато райців лобіювали інтереси певних пивоварень і шинків, а також використовували вози магістрату для перевезення власних вантажів. У той же час, борючись за свої права і привілеї, райці зміцнювали самоврядний статус міста і обмежували владу шляхти і духовенства.
У 1576 році львів'яни поскаржилися королю Стефану Баторію на бургомістра Вольфа Шольца, який розставив на ключові посади своїх родичів (одного з синів зробив війтом, інших назначив райцями, а зятів — лавниками, тобто судовими засідателями). Але найбільших масштабів зловживання владою досягло при верховенстві в магістраті Павла Кампіана і його сина Мартіна. Кампіани, вихідці з Конецполю, осіли у Львові в середині XVI століття. У 1560 році Павло Кампіан отримав міські права, швидко розбагатів на лікарській практиці і зайняв пост бургомістра. До середини 90-х років XVI століття він став одним із найбагатших мешканців Львова. Коли місто потрапило в скрутне становище, Кампіан позичив магістрату тисячу злотих під заставу міських млинів, тим самим ще більше примноживши свій капітал на даній угоді. Мартин Кампіан, який також став бургомістром, у першій третині XVII століття перетворився на найбільшого землевласника, лихваря і утримувача боргів Львова. Крім того, він примусив ремісників і навколишніх селян працювати на себе, а незадоволених кидав у підвали ратуші і свої власні приватні в'язниці. В 1628 році почався тривалий судовий процес, що закінчився позбавленням Мартіна львівського громадянства.
Нерідко на ниві зловживань влади відзначалися королівські старости Львову, які з допомогою солдатів гарнізону і своїх слуг з Низького замку вимагали у львів'ян та купців з інших міст товари, продукти і грошові підношення (цим також іноді промишляли і коменданти Високого замку). Майже весь період Середньовіччя Львів страждав від свавілля найманих військ, які через нерегулярну платню грабували містян або обкладали їх різноманітними поборами.

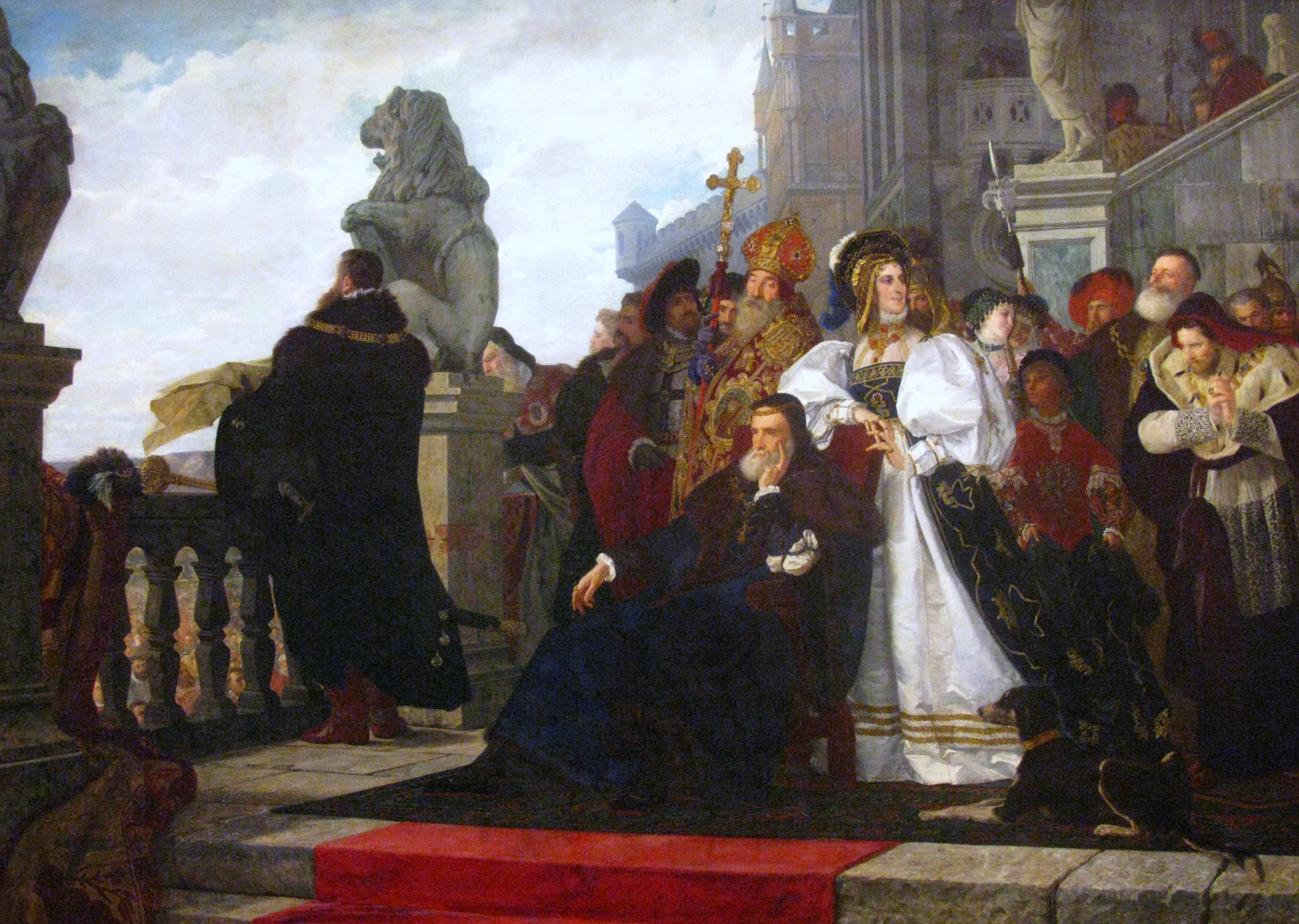
Сигізмунд I перед шляхтою в Нижньому замку. Картина Генрик Гіполіт Родаковський. Варшавський національний музей

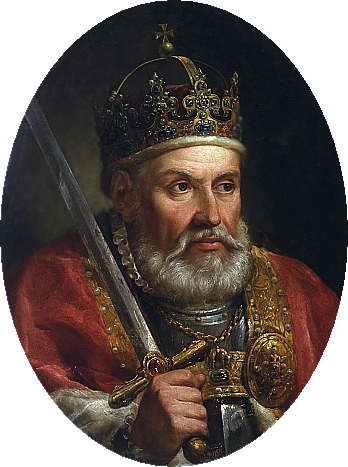
Великий князь Литовський і король Польський, пан і дідич Русі Сигізмунд I

Львів і його околиці вкрай постраждали під час так званої «курячої війни» (пол. Wojna kokosza). Навесні 1537 року польський король Сигізмунд I видав універсал із закликом до шляхти вступати в ряди ополчення і йти походом на молдовського господаря Петру IV Рареша. Львів став місцем загального збору, протягом літа біля міста зібралося близько 150 тисяч осіб, які розташували свої військові табори поблизу церкви Святого Юра, на байках, Збоїщах і в Знесінні. Однак замість участі у війні шляхта збунтувалася, оголосивши рокош (тому «куряча війна» відома в історії ще й як «львівський рокош»). Опозицію королю очолив коронний маршалок Петро Кміта-Собенский, втихомирювати якого у середині липня 1637 приїхав особисто Сигізмунд I. Правитель зупинився у Низькому замку, а невдоволена шляхта зібралася у церкві Святого Юра.
Король відкинув запропоновані шляхтою вимоги, відмовившись їх навіть обговорювати. Це призвело до того, що рокош фактично переріс у низку мітингів і переговори зі взаємними звинуваченнями та погрозами. У вересні 1537 року Сигізмунд I пішов на примирення й розпустив шляхту по домівках, так і не розпочавши війни. Під час цього протистояння загони аристократії та її слуги сильно «погосподарювали» у передмістях Львова, винищивши всіх курей у радіусі декількох кілометрів навколо міста (саме з цієї причини магнати і львівські міщани глузливо назвали війну «курячою»). Численне військо грабувало села, заміські маєтки, торговельні лавки, склади і купецькі обози, які прямували до Львова.
У 1590 році справжнім нічним кошмаром для Львова та околиць стали брати Войцех і Микола Білоскурські, старші сини бургграфа Високого замку Яна Білоскурського. Батько, постійно зайнятий королівською службою, не приділяв своїм синам належної уваги, переклавши виховання на дружину, яка в усьому потурала своїм дітям. Вночі безвідповідальні сини грабували перехожих, а днем відсиджувалися в замку, де і ховали награбоване добро. Всі скарги львів'ян бургграфу і королівському старості залишилися без відповіді.
Зрештою, жителі міста були змушені поскаржитися у провінційні збори шляхти Руського воєводства, скаргу відвезли львівські райці. На сеймі брати все заперечували, а після нього влаштували засідку і спробували вбити представників. Цей кричущий випадок змусив короля дати доручення старості розібратися в конфлікті. Суд заочно засудив Білоскурських до смертної кари, старий бургграф помер від ганьби, а незабаром прийшла звістка і про загибель самих братів в п'яній бійці.
Однак, дуже часто шляхтичі, які здійснювали злочини проти міщан, залишалися безкарними. Навіть в тих випадках, коли правопорушника вдавалося посадити у підвали міської ратуші, він «засипав» всі можливі інстанції скаргами на «порушення його шляхетських прав». Конфлікти між представниками аристократії нерідко переростали в «приватні війни» із залученням великої кількості збройних слуг, друзів і навіть солдатів.
Нерідко відсіч свавіллю шляхти давали львівські вірмени чи євреї Краківського передмістя (вони вирізнялися більшою організованістю і сміливістю, ніж їхні одновірці з єврейського кварталу). Яскравим випадком став напад власника фільварку під Львовом Яна Оборського, що разом з челяддю пограбував передмістя, побив людей, розбивши вікна і вітрини та навіть підпалив якийсь будиночок. Євреї, що проживали поблизу, швидко оговтались і наздогнали ватагу хуліганів. Тепер погромники самі опинилися у ролі жертви, залишившись без зброї і грошей, а дехто й без одягу. Ініціатор конфлікту Оборський поскаржився в магістрат, однак так нічого і не добився.

### Підробка монет і товарів
Поширеним видом злочинів у середньовічному Львові було виготовлення фальшивих монет. Оскільки підробка грошей вважалася державним злочином, за неї карали дуже суворо — винного спалювали на вогнищі, а за умисний збут відрубували руку. Масова поява у Львові підроблених монет припала на початок XV століття. У 1421 році було видано королівський указ, згідно з яким у Львові з числа шляхтичів і райців була створена спеціальна комісія, що ретельно перевіряла готівку, наявну в обігу. В ході огляду всіх будинків і торгових точок члени комісії виявляли чимало підроблених монет. Частину з них переплавляли, причому одержане таким чином срібло повертали власникам, а в підробках зі свинцю і міді просто робили отвір, щоб такі монети можна було повторно пустити в обіг.
Про появу в місті фальшивих грошей робилося публічне сповіщення на площі Ринок, а детальний опис основних ознак підробок вивішували на дверях ратуші. Влада уважно стежили за грошовим обігом і ретельно розслідували всі випадки, коли існувала навіть підозра в порушенні закону (особливо коли будь-які особи починали скуповувати або переплавляти старі срібні монети). У 1521 році за виготовлення фальшивих монет у Львові був спалений місцевий вірменин, в 1579 — ювелір Леонард Матіяш та його поплічник Яцько Русин, а в 1602 році — ще один ювелір. 1523 року підозрюваний в підробці Ян Гнат зумів виправдатися перед судом і довести брехливість пред'явлених йому звинувачень.
Також у Львові підробляли ювелірні вироби, додаючи в благородний метал більше лігатури, ніж того вимагала технологія. Іншим способом обману полягав у ставленні на низькопробні вироби фальшивого штампа львівського цеху золотарів, який гарантував високу якість прикрас. На поширеність випадків підробки ювелірних виробів вказує той факт, що в 1599 році цех золотарів Львова з метою посилити контроль за якістю продукції встановив спеціальний цеховий знак у вигляді левеняти (загальнодержавна система нагляду за дотриманням вмісту благородних металів в ювелірних виробах була впроваджена в Речі Посполитої лише в 1678 році).
Великі доходи приносила підробка вина та інших алкогольних напоїв. Дешеві молоді вина за допомогою хитрих маніпуляцій перетворювали на подобу старих благородних сортів, після чого продавали за вищими цінами. Основними способами були забарвлення в потрібний колір і надання потрібного смаку за допомогою купажування і добавок. Як барвники використовували тканини, солому і кору, а для того, щоб позбутися неприємного смаку винного каменю в бочки кидали сірку, вапно, гіпс, клали шматки солоного сала чи виливали сирі яйця. Бувало, що для додання пікантного смаку додавали голубиний послід. Крім того, у Львові підробляли віск і дорогі східні тканини. Для збільшення обсягу під час перетоплювання у віск додавався перетертий горох, а оскільки він був дорогою і важливою статтею експорту магістрату, за його підробку карали спаленням на вогнищі (такий вид страти за даний злочин архівні документи описують у 1558 році).

### Шпигунство

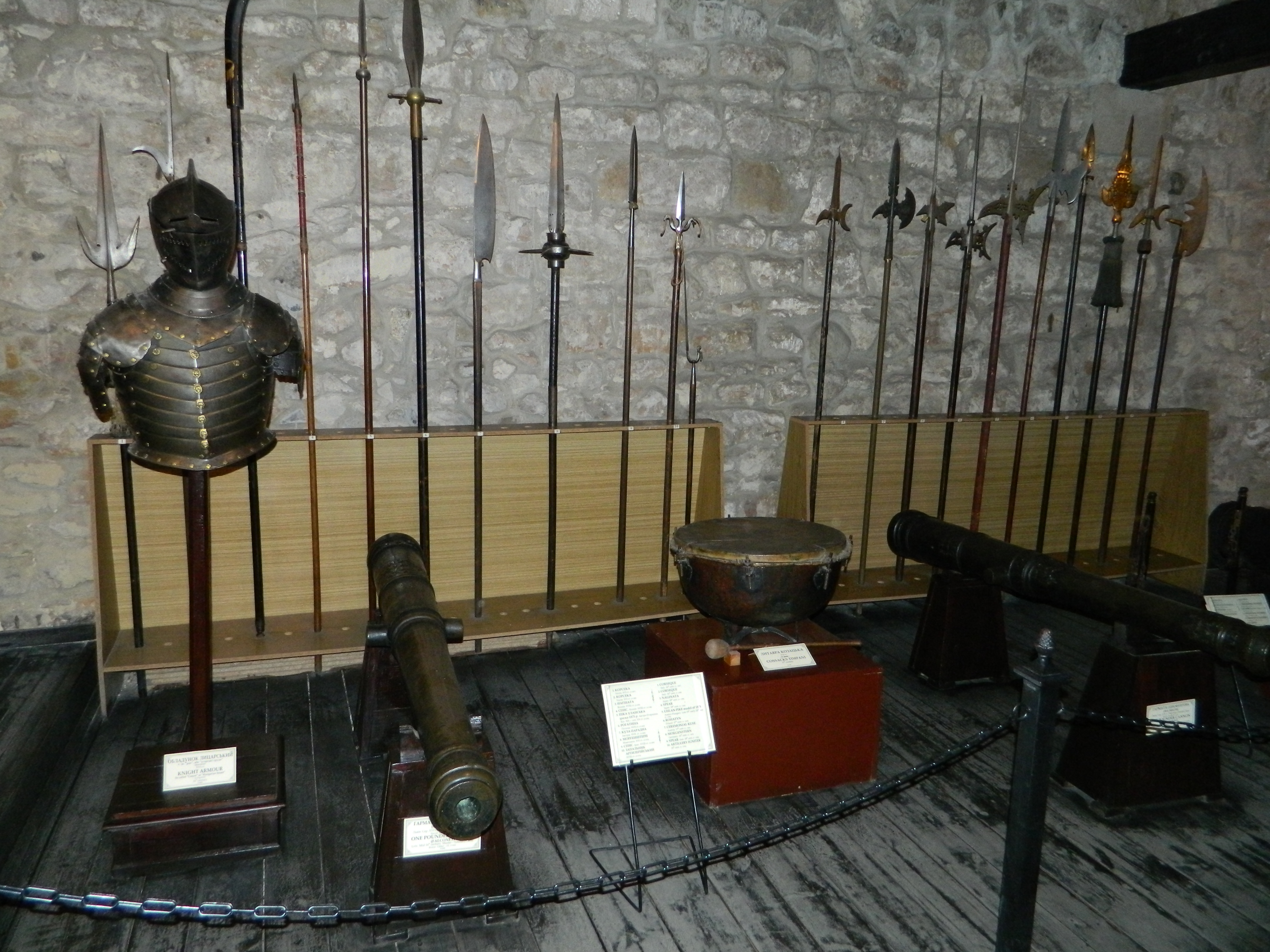
Середньовічна зброя. Міський арсенал

В умовах середньовічної замкнутості держав і відсутності постійних дипломатичних відносин розвідники збирали не тільки таємну інформацію військового та політичного характеру, але і загальні відомості про країни, їх географію, населення та економіку. Заслані шпигуни повідомляли своїм господарям про чисельність і озброєння військ, про стан скарбниці і торгові зв'язки, а також про всі придворні інтриги і плітки. Першими професійними розвідниками і контррозвідниками були купці і перекладачі.
Вперше відділ перекладачів, створений при львівському магістраті, згадується в документах за 1441 рік. У відділі працювало 12 осіб, переважно вірмени і греки. Рівень львівських перекладачів був настільки високий, що на початку XVI століття королівська канцелярія частину дипломатичної кореспонденції відправляла для обробки з Кракова до Львова. Крім того, деякі львівські перекладачі постійно працювали в столиці. Вірменські купці, які знали східні мови, часто виконували і дипломатичні доручення, особливо на території Османської імперії і Молдовського князівства. Так, у 1469 році із Львова до двору молдавського господаря Штефана III Великого під виглядом укладення договору про вільну торгівлю були відправлені два торговці, які мали завдання вивідати, чи планують турки війну проти Польщі. У Львові повернення купців чекав сам король Казимир IV, що свідчить про важливість і секретність місії.
Своєю чергою, міська влада пильно стежила за тим, щоб прибулі до міста іноземні купці також не вивідували державних і комерційних секретів. Кожного приїжджого опитували у відділі перекладачів про мету візиту. Крім того, Львів офіційно забороняв іноземцям засновувати в місті торгові факторії і містити постійні торгові представництва. Попри це, іноземні торговці все ж проникали до Львова, як правило, завдяки протекції високопоставлених чиновників зі столиці. Наприклад, львівську факторію константинопольського купця Мордехая Когана, який отримав від султана монопольне право на експорт мальвазії в Польщу, лобіював коронний канцлер Ян Саріуш Замойський (пізніше за допомогою впливового львівського купця Костянтина Корнякта цю факторію все ж таки закрили).

## Правосуддя

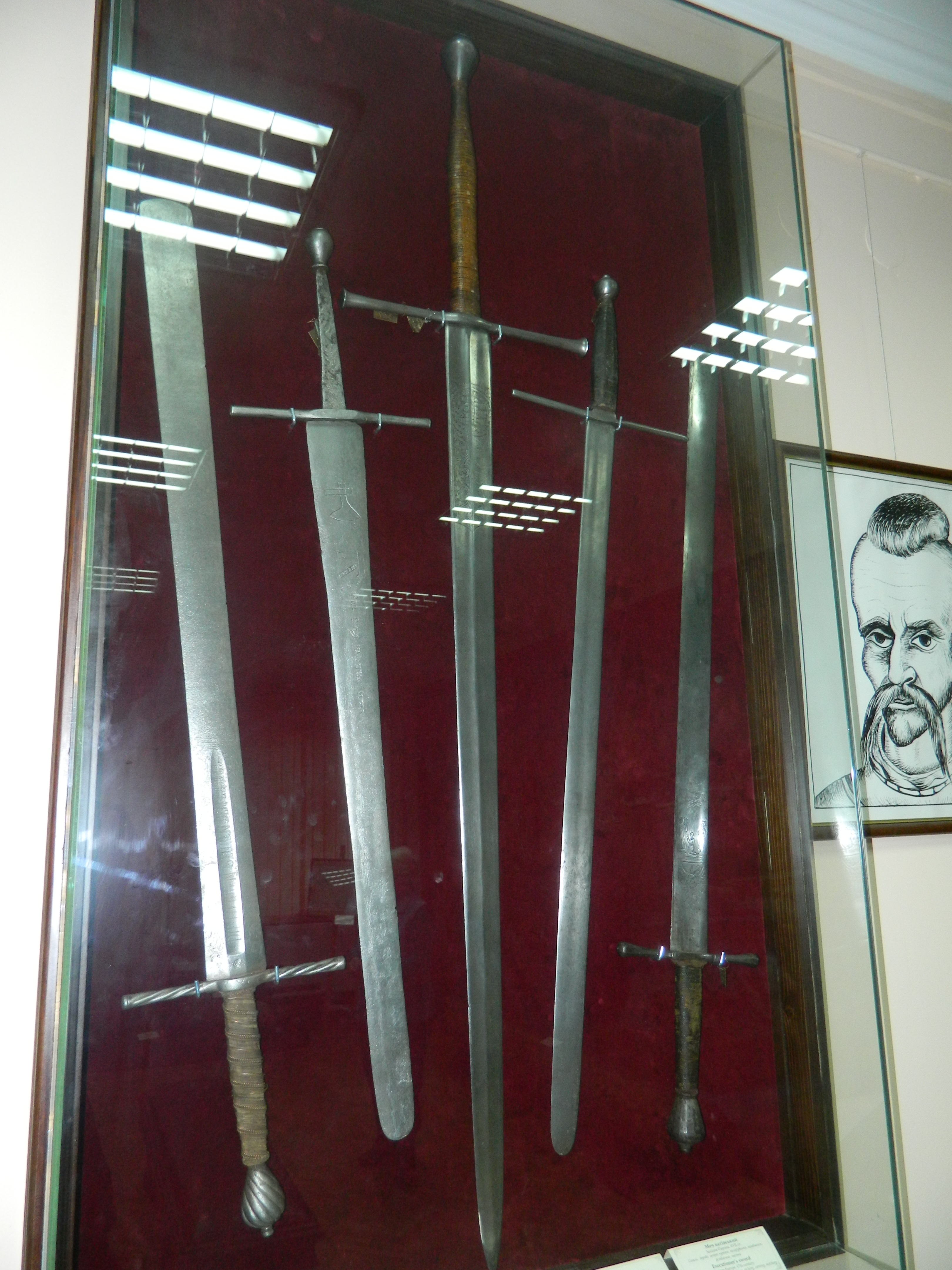
Мечі ката (праворуч і ліворуч від центрального). Львівський історичний музей

Правосуддя середньовічного Львова складалося з судових органів та адвокатури, а також правоохоронних органів, які підтримували порядок, міських і королівських в'язниць, в яких утримували підозрюваних, і органів виконання покарання, які здійснювали вироки судів. У органах судової та виконавчої влади абсолютно домінували католики, але львівські вірмени і євреї в рамках власного самоврядування мали частково автономні судові органи, що розбирали справи всередині етнічних громад.
Інститут адвокатів з'явився у Львові з впровадженням норм польського права і діяв на основі Віслицького статуту. Сеймова конституція 1538 року забороняла здійснювати функції захисту духовенству, а конституція 1543 вперше офіційно дозволила брати плату за адвокатуру. Захисників, які отримували гроші за надання правової допомоги, називали «прокураторами». Згідно з нормами магдебурзького права, адвокатам було заборонено відмовлятися від справи, яку вони прийняли до виконання. Адвокатами не могли стати євреї, священники, жінки, психічно хворі, особи до 14 років, а також, зрозуміло, судді та лавники, які брали участь у розгляді справи.
Допити і тортури вважалися звичним явищем в досудовому розслідуванні. Під час допитів до підозрюваних застосовували два види тортур — розтягування на спеціальному пристрої і припікання розпеченим залізом. Розтягували на лавці, сходах і в повітрі до вибивання кісток з суглобів, а в окремих випадках для посилення болю жертву клали на спеціальні залізні граблі (на їжачка). Для того, щоб зламати людину психологічно, перед початком тортур йому довго показували, як все буде відбуватися, або відводили в спеціальні камери, де вже катували інших.

### Судова влада

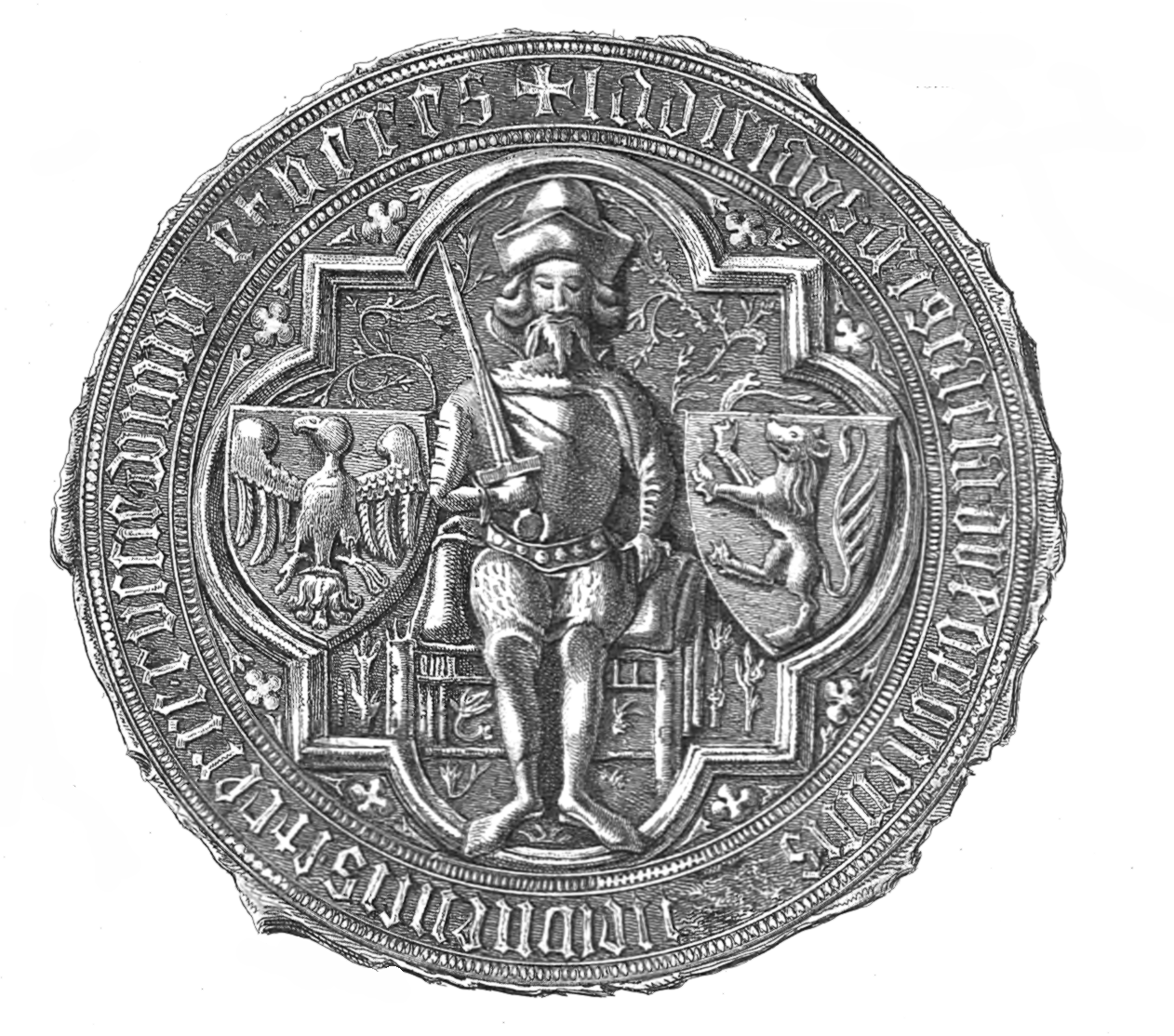
Печатка Владислава Опольчика як намісника Русі

За княжої доби спеціальних правоохоронних органів у Львові не існувало, а вся повнота судової влади перебувала в руках галицько-волинського князя. За відсутності правителя судові функції від його імені виконували дружинники або тіуни. Львівському воєводі підпорядковувалися тільки гарнізон князівської дружини і нечисленне народне ополчення, які збиралися під час ведення бойових дій. Збором доказів злочину і пред'явленням обвинувачення кожен займався самостійно.
Після отримання Львовом магдебурзького права (орієнтовно 1356 рік) в місті почала формуватися судова влада. Львовом управляли райці — члени ради магістрату, яку обирали міщани, війт — виборний глава міського суду (спочатку ця посада була спадковою), і лавники — члени також виборчої судової колегії. Війт, райці і лавники відповідали перед мешканцями Львова за дотримання законодавства та правил торгівлі, стежили за отриманням громадянства і спадкуванням майна, за цінами і порядком на вулицях. Вірменська громада Львова деякий час мала власного війта (згідно з королівським указом від 1462 року вірменський війт ставав повністю незалежним від міського суду, однак в кінці XV століття такий привілей громади був ліквідований).
За правління Владислава Опольського (1372—1378) у Львові було сформовано вищий апеляційний суд, в якому під керівництвом старости засідали суддя провінції, львівський воєвода, католицький і православний єпископи, вірменський війт, чотири шляхтичі і троє міщан. Галицький намісник залишав за собою дві третини доходів, отриманих від виконання кримінальних покарань (конфіскація майна у осіб, засуджених до смертної кари, і штрафи за вбивство), ще одну третину віддавав місту.
В привілеї від 1356 року Казимир III відзначав, що війт підпорядковується винятково королю або старості. Однак, в 1387 році за розпорядженням Владислава Опольського посади війта і лавників стали виборними. 1388 року Владислав II Ягайло підтвердив даний привілей, уточнивши, що райці можуть обирати війта Львова, кандидатуру якого схвалить король (в липні 1541 року, перебуваючи в Вільно, це рішення знову підтвердив король Сигізмунд I). У 1591 році львівська міська рада прийняла угоду про те, що війт буде обиратися на рік по черзі з-поміж лавників і старійшин ради. Посаду війта, згідно із законодавством, не могли обіймати психічно хворі, німі, сліпі, глухі, особи, які не досягли 21 року, народжені поза шлюбом, нехристияни і жінки. Війт приступав до виконання своїх обов'язків лише після прийняття присяги; символом його влади слугував срібний жезл.

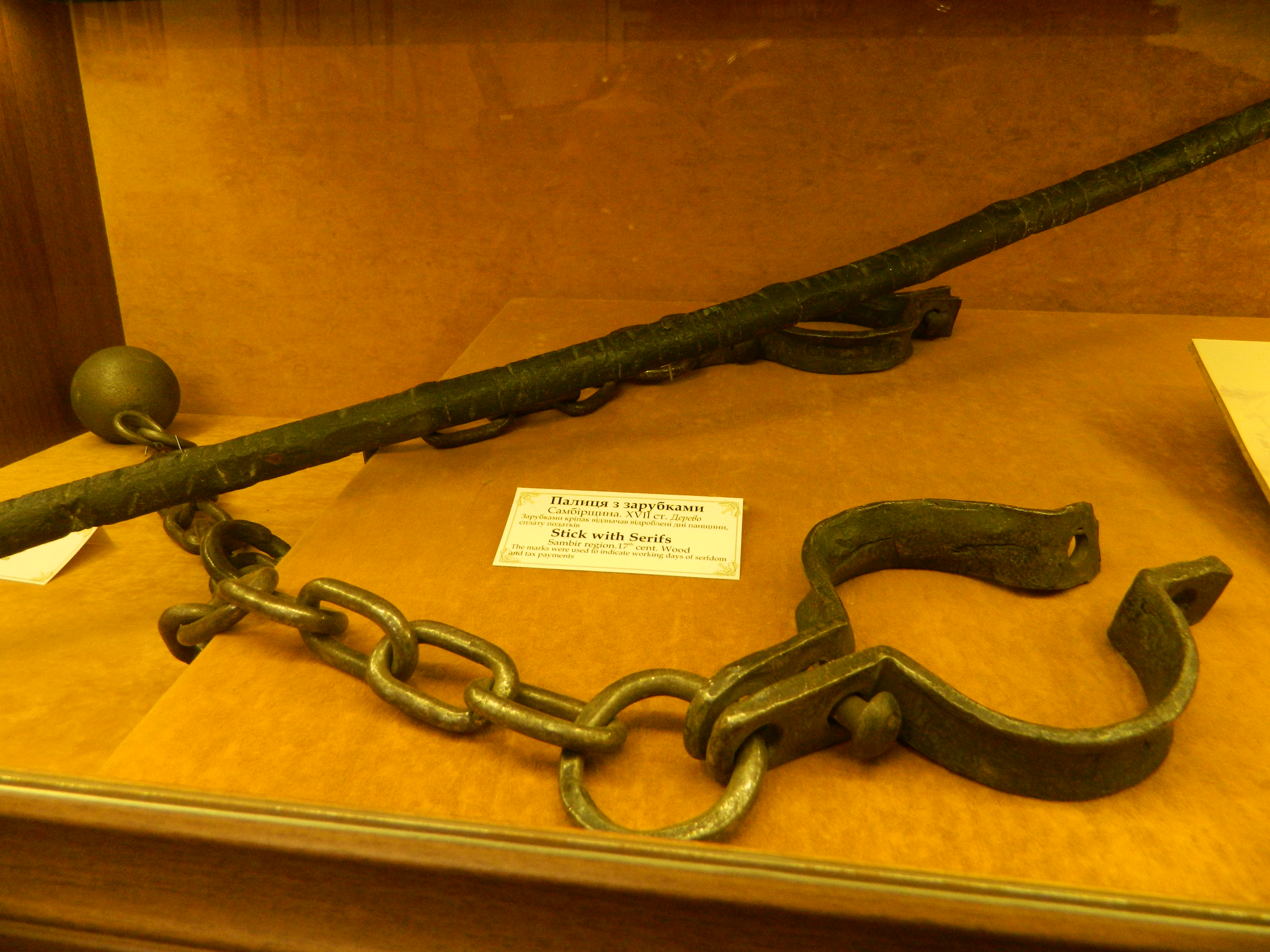
Кайдани. Львівський історичний музей

Міський війт брав участь у судовому слідстві, був присутній на допитах, тортурах і стратах, розглядав кримінальні справи на основі правових актів, призначав захисників жінкам, дітям і неповноцінним містянам (глухим, сліпим і німим), а також «відьмам» і «чаклунам», надавав обвинуваченому можливість навести докази своєї невинуватості, штрафував за неявку в суд або недотримання порядку в залі суду, переслідував гравців в азартні ігри і наглядав за виконанням вироків. З середини XIV століття керівником міського самоврядування став бургомістр (або проконсул). Бургомістри, як і райці, виконували адміністративно-судові функції: розглядали цивільні конфлікти (особливо ті, що стосувалися комерційних суперечок, боргів, опіки і спадщини), стежили за цінами і протипожежною безпекою, карали винних торговців і ремісників, збирали деякі види податків. Крім звичайного, існував і «нічний бургомістр» (він же «нічний староста»), який стежив за міською вартою і перевіряв, чи закриті на ніч Галицькі і Краківські ворота. Також в його обов'язки входило підтримання порядку під час страт і бичувань, коли на площі збирався натовп містян.

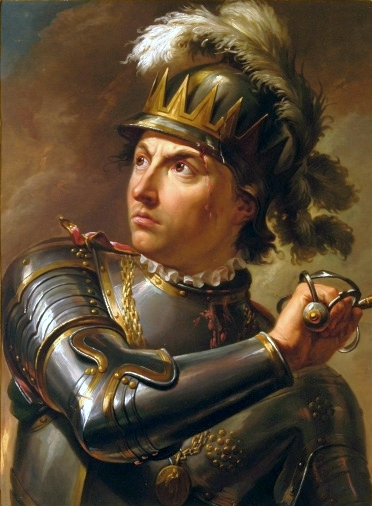
Портрет короля Владислава III

У 1434 році, унаслідок поширення на західноукраїнські землі польської правової системи, була затверджена посада воєводи, який призначався королем, керував Руським воєводством і виконував деякі судові функції. До його обов'язків входили контроль за цінами, вагами і мірами в місті, спостерігати за дотриманням прав євреїв, він же очолював вічовий суд, який проіснував аж до 1578 року. Іноді воєвода ставав посередником у конфліктах і суперечках між міщанами і магістратом, шляхтою і духовенством.
У липні 1444 року король Владислав III Варненчик видав привілей, згідно з яким Львів отримував право ловити злочинців і вбивць, супроводжувати їх в місто, де їх судили, а потім карали. Окрім Кракова, жодне інше місто Польщі не мало більше таких повноважень (проте право Львова поширювалося тільки на землі Руського воєводства, в той час як Кракова — на територію всієї країни). У тому ж 1444 році король встановив залежність від міської влади всіх іноземних купців, що прибували до міста. Львівський староста визнав цю юрисдикцію міського суду тільки в 1460 році, що свідчить про те, що чіткою обов'язковістю тодішня правова система Польщі не вирізнялася.
До компетенції духовних судів відносилися справи про богохульство і єресь. Сеймова конституція 1543 року встановила порядок, згідно з яким справи, пов'язані з чаклунством і відьмами, також розглядали виключно духовні суди. Виняток становили тільки ті справи, коли чаклунство служило знаряддям злочину і завдавало шкоди. Такі справи передавали до компетенції міського суду. Церковне законодавство ґрунтувалося на постановах вселенських і місцевих соборів. Львівські домініканці, на відміну від краківських, не мали інквізиційного трибуналу, не вели судових справ про єресь і не спалювали єретиків. Верховенство шляхти і патриціїв, а також магдебурзьке право суттєво обмежували владу церковно-чернечого судочинства. У введенні домініканців перебувала лише цензура книг та їх знищення.
|  |  |  |
|  |  |  |

У Львові, як і в інших містах Речі Посполитої, існував широкий спектр міських судів, аби задовольнити потреби в судочинстві всіх прошарків населення та етнічних груп. Русинська (українська) та польська громади у питаннях судочинства юридично вважалися рівними, проте час від часу виникали конфлікти. Вірмени та євреї мали власні національні органи судочинства. Євреї, які перебували поза міським правом, не підпадали під юрисдикцію міських органів влади, вважалися підданими та слугами короля, атому підпорядковувалися королівським урядовцям, насамперед воєводі або старості. Національні судові інституції у відправленні правосуддя керувалися королівськими привілеями та звичаєвим правом. Але це не робило їх абсолютно самостійними, оскільки вірменський суд перебував під контролем міського війта, а єврейський — під контролем воєводи.
Судова система Львова була доволі складною, виділялись три її центри: міський (магістрат в особі бургомістра, райців, війта і лавників), королівський (в особі воєводи, старости і каштеляна) і церковний (в особі католицького архієпископа, настоятелів монастирів, соборів та ректорів шкіл). До компетенції міського суду входило розгляд справ міщан у межах міських стін середмістя. Також у Львові функціонували гродський, земський і підкоморський суди, які займалися переважно кримінальними і цивільними справами шляхти. У структурі міського суду були чиновники, які виконували функції слідчих, дізнавачів і виконавців. Міський суд Львова слугував апеляційною інстанцією для всіх міських судів Руського і Белзького воєводств.
Міський суд (лава), крім слідчих функцій, також складав заповіти і розподіляв майно померлих. Відповідно до норм магдебурзького права, війти не могли винести вироку без узгодження його з лавниками, які вибиралися на свій пост довічно. Суд мав власну канцелярію та штат писарів, які заповнювали судові книги (Inducta et protocolla officii civilis scabinalis). Писарю, який міг випадково внести неправильний запис, могли відрізати руку, а за підробку судових книг передбачалося спалення на вогнищі. Особисті права лавників були практично такими ж, як і права райців. Вони отримували річний пай із земельної власності суду, а також частку від судових податків та штрафів.
Міське судочинство здійснювалося кількома судами різного рангу. Великий бурграбський суд (iudicia burgrabia seu magna), який збирався три рази на рік (5 лютого, 27 червня та 18 листопада), розглядав майнові та боргові позови, справи про напади на дорогах, справи проти релігії та церкви, узаконював продаж і купівлю майна, виганяв злочинців з громади. Гайний звичайний суд (Sąd gajony wyłożony або Iudicia exposita bannita), який засідав два рази на місяць, розглядав справи про спадкування майна та боргів, вирішував майнові суперечки і затверджував довічні записи. Гайний необхідний суд (Potrzebny sąd або Iudicia necessaria bannita), збирався три рази на тиждень (в понеділок, четвер і суботу) у складі війта та кількох присяжних, розглядав в основному справи щодо заповітів. Гайний принагідний суд (Sąd roccinny або Opportuna і hospitum bannita) в складі не менш трьох лавників скликався для розгляду справ між мешканцями Львова та іноземцями, переважно купцями. Майже кожен день засідав Гайний нагальний кримінальний суд (Gorące Prawo або Ardua criminalis seu manualis facti), який розглядав справи стосовно осіб, затриманих на місці злочину. Цей суд проходив за скороченою процедурою: правопорушник не мав права на апеляцію та звільнення під заставу. Після винесення вироку негайно відбувалось його виконання.
Судове засідання відбувалось у приміщенні львівської ратуші, відповідна кімната називалась «izba sądowa» (судова зала). Інтер'єр кімнати не змінювався роками, традиційно її стіни обвішувались таблицями із текстами присяг та іконами. В одному кутку стояла спеціальна посудина з водою, в якій омивали руки після проголошення вироків, в іншому — розміщувалась спеціальна камера, в якій тримали підсудного. Над дверима при вході латинською мовою було записано «Дім знавця закону, порадника всього міста, у якому торжествує правосуддя» (Domus iure consulti, totius oraculum civitatis in eadem bona causa triumphat). У ратуші також проводилися окремі слідчі дії, існували кімнати тортур. Джерелами судочинства для війтівсько-лавничого суду Львова виступали правові акти органів державної влади, церкви, рішення ради міста, інкорпоровані збірники права, коментарі до них та правові звичаї. В першій половині XVI століття офіційним збірником законів Польщі стало «Саксонське зерцало», а з другої половини XVI століття у польських судах широкого застосовування набув кодекс «Constitutio Criminalis Carolina».

### Правоохоронні органи

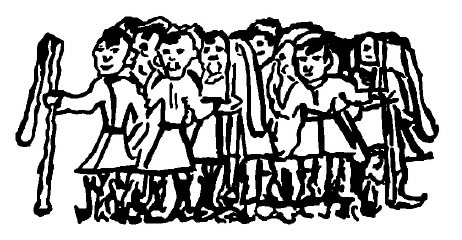
Львівські ціпаки, малюнок з документу 1670 р.

Як і будь-яке ранньомодерне місто, Львів не міг обійтися без органів правопорядку. Починаючи з XV столітті у ньому з'явилася власна міська поліція, озброєна важкими бойовими ціпами (від чого і отримала назву ціпаки). Варта, як правило, носила довгі блакитні каптани з червоними або зеленими вилогами та відворотами рукавів, облямованими плетеними шнурами, й олов'яними ґудзиками. Десятники носили червоні каптани з блакитними лацканами, а поверх жупанів ціпаки надягали кіраси. На голові правоохоронці носили хутряні ведмежі шапки з червоними нашивками, шнурами з кутасиками і кокардами, прикрашені бляхами із зображенням міського герба. Через обмежене фінансування ціпаки ходили в доволі зношеному спорядженні, для пошиття нового одягу магістрату кожен раз доводилося створювати спеціальні комісії. Їх члени досить прискіпливо досліджували стан одягу вартових, виділяючи кошти на новий дуже неохоче.
Ціпаки стежили за порядком на вулицях, а особливо під час масових заходів. Вони часто використовувалися як почесна варта, іноді супроводжували офіційних осіб під час подорожей до інших міст, залучались до проведення різного роду урочистостей. Озброєнням слугували кіраси та окутий залізними шипами бойовий ціп, поверхня якого була усіяна гострими вістрями. Львівський хроніст та бургомістр Бартоломей Зиморович назвав його «бичем грішників». У разі потреби ціпаки отримували шоломи, а з кінця XVI століття — і бандолети (короткі рушниці, схожі на подовжені пістолети). Крім того, вартові мали в наявності декілька салютних гармат, які використовували під час церемоній. Померлих ціпаків магістрат ховав власним коштом, а їхні сім'ї отримували від міста невелику грошову допомогу. Стати ціпаком можна було лише тоді, коли звільнялася вакансія, і тільки за умови рекомендації ветеранів міської охорони. Новачки проходили перевірку, складали присягу і тільки тоді приймалися на службу.
Відомостей про грошову платню ціпаків зберіглося доволі мало, проте очевидно, що вона не була великою і в середньому складала 7 грошей на рік. Попри таку мізерність, сума компенсувалася завдяки виплатам за додаткові завдання. Під час кожних перевиборів ціпаки отримували вино та дрібні грошові подарунки. Інколи перепадало під час контролю за повернення грошей боржниками, за допомогу у виконанні вироку, охорону безпеки майна міщан. Перебуваючи на службі, ціпакам доводилось ночували у підвальних приміщеннях ратуші, де вони чекали сигналу тривоги про крадіжку або розбій. На кожне з нічних чергувань їм також видавались їжа та вино. Взимку, коли у ціпаків закінчувалися дрова, вони найчастіше просто розходилися по домах, залишаючи ув'язнених міської тюрми і саме місто без охорони. Інколи магістрат посилав ціпаків у приміські села, щоб примусити селян платити податки або виконувати панщину, нерідко вони брали участь в арештах на території передмістя. Спершу, у XV столітті ціпаків було всього чотири, у XVII столітті — не менше восьми, а до приходу Львова австрійців наприкінці XVIII століття міських стражників було 15 чоловік. Під час осади Львова ворог чи іншої загрози суспільному порядку з дозволу магістрату ряди міських вартових поповнювалися добровольцями.

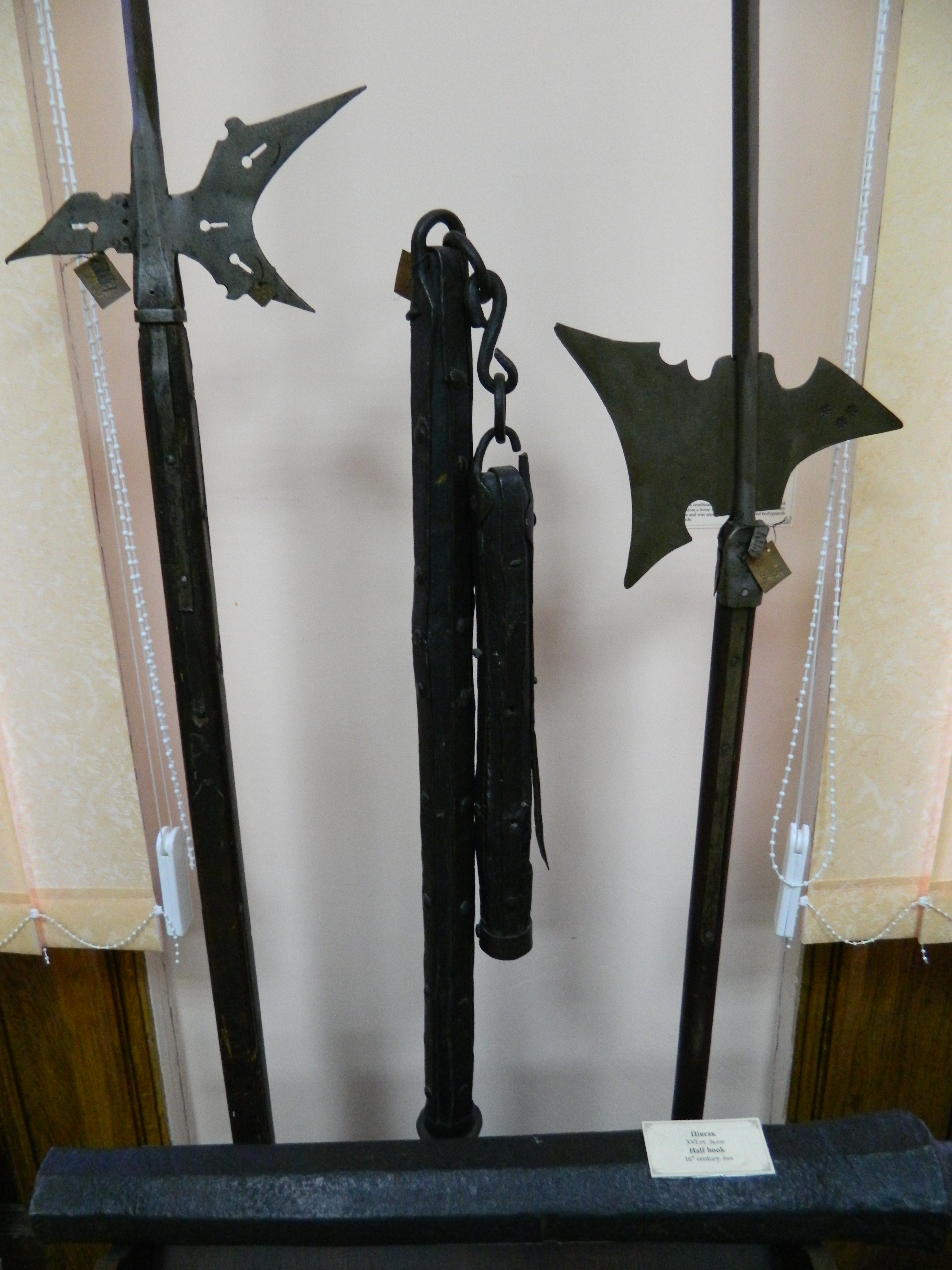
Різновид бойового ціпа (посередині). Львівський історичний музей

Про слабку дисципліну ціпаків свідчать архівні документи, в яких кілька разів повідомляється про бійки, влаштовані вартою в єврейському кварталі, або про бійки між ціпаками з одного боку і слугами королівського старости з Низького замку й солдатами львівського гарнізону з іншого. До особливої категорії службовців при бургомістрі належали двоє особистих охоронців (цеклярі), які не тільки додавали авторитета чиновнику, а й виконували його таємні і делікатні доручення. За порядком на околицях Львова стежили ландвійти або «нічні старости», яким допомагали виборні «старші». Щовечора після закриття міських воріт о 10 годині вони обходили свої ділянки і закріплені за ними вулиці.
При магістраті існував інститут возних, які шукали і проводили арешти злочинців, забезпечували виконання судових рішень, приводили до суду сторін конфлікту, записували свідчення потерпілих, проводили обшуки в приватних будинках, конфісковували знаряддя злочину та інші докази, наглядали за ув'язненими. Також возні публічно оголошували королівські укази, рішення міської влади, рішення судів про розшук підозрюваного і вироки по кримінальних справах в найбільш людних місцях міста. Возного вибирали війт і лавники, йому дозволялось носити і застосовувати зброю (фактично, багато слідчих та розшукових дій возний проводив разом з війтом і лавниками). У кримінальних справах возний виступав як громадський обвинувач, його свідчення прирівнювалися до показань двох свідків (і це при тому, що в міському суді взагалі не приймалися свідчення «людей руського обряду»). Через поширені зловживання владою (особливо правом застосовувати силу) міське поспільство відносилося до возних переважно недоброзичливо або зовсім зневажливо.
З XVI століття у Львові почала функціонувати спеціальна торгова поліція, яка підпорядковувалася безпосередньо міському перекладачеві. До компетенції цього підрозділу входило стежити, щоб ніхто не торгував у свята, а також охорона перекладача магістрату, який був присутній при всіх угодах за участі іноземних купців.

### Тюремна система

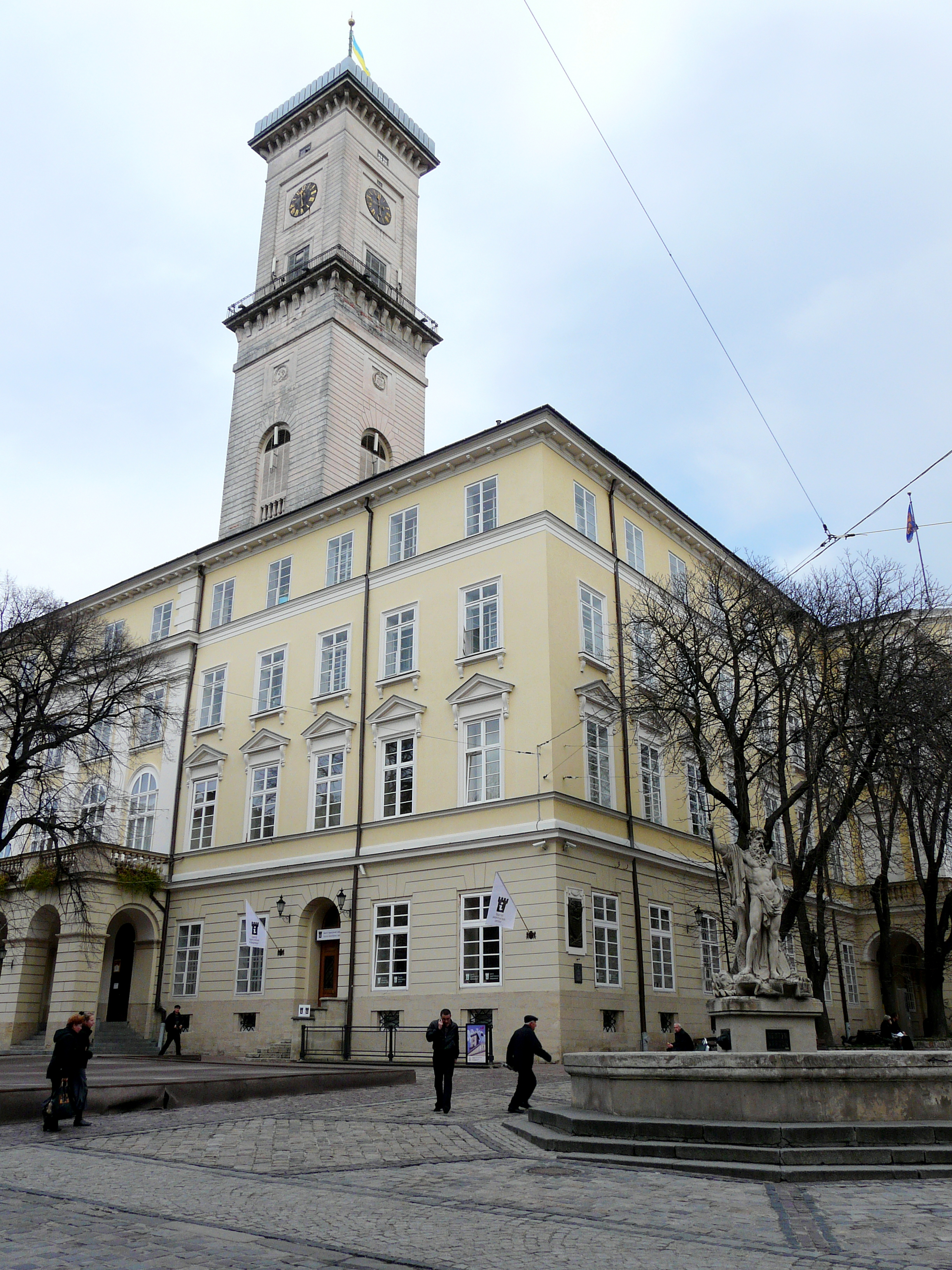
Сучасний вигляд ратуші

У середньовічному Львові тюремне ув'язнення не було самостійним видом покарання. У міську в'язницю саджали на час слідства, а також за незначні провини, наприклад, на прохання цеху за порушення статуту, за відмову селян приміських сіл виконувати покладені магістратом повинності або за несплату боргів. Головна в'язниця розташовувалася в підземеллях ратуші; в'язниця «Шаля» перебувала на першому поверсі ратуші та іноді використовувалася під судові засідання; в'язниця «За гратою» розміщувалася над входом в будинок магістрату; камера «Над скарбом» розташовувалася поряд з кабінетом війта.
У різні періоди під в'язниці використовувалися оборонні вежі міської стіни або орендовані кімнати в приватних будинках (для особливо важливих персон). Наприклад, камери існували в башті Галицької брами і вежі над Босяцькою хвірткою; Іван Підкова перед стратою утримувався в будинку Матвія Корінника. Ув'язнені, що належали до юрисдикції королівського старости, містилися в камерах Високого і Низького замків. У Високому замку ув'язнених тримали в п'ятиповерховій Шляхетській і чотириповерховій Гультяйській баштах, в камерах замкового будинку і в нашийниках на замковому дворі. На цокольні поверхи веж ув'язнених та їх їжу спускали по мотузці. У Низькому замку, який одночасно слугував резиденцією королівського старости і місцем засідань старостського суду, шляхту тримали в кутовій вежі «Ринза», а ув'язнених з числа поспільства — в будинку біля надбрамної вежі. У XVI столітті деяких заарештованих тримали в підвалах будинку старости (ці камери львів'яни жартома називали «шинком»).

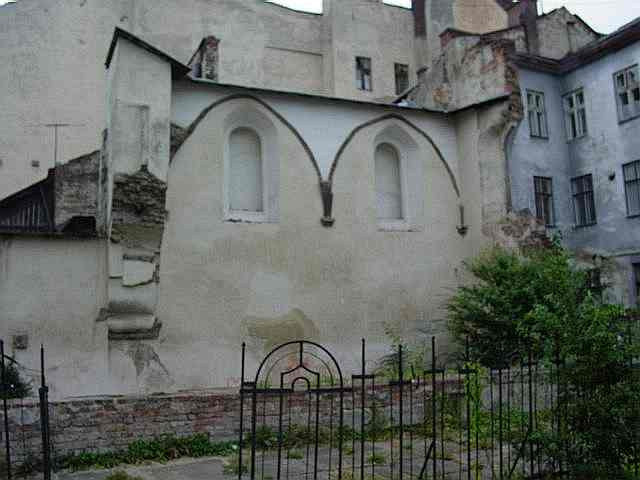
Місце, де розташовувалася синагога «Золота Роза»

Крім в'язниць магістрату і старости у Львові існували окремі в'язниці найбільших національних громад — української (або русинської), вірменської та єврейської. За незначні проступки, в основному майнового або дисциплінарного характеру, русинів ненадовго ув'язнювали біля монастиря Святого Юра або в камери на останньому поверсі вежі Корнякта (перша служила місцем ув'язнення за рішенням львівського православного єпископа, остання часто використовувалася Успенським братством). Єврейська в'язниця знаходилася при синагозі Золота Роза (тут же було місце, де правопорушників приковували ланцюгом за шию).
Львівські міські та старостські в'язниці вирізнялися поганою санітарією і вентиляцією, їх рідко прибирали і ремонтували, тому не дивно, що в камерах було темно, сиро і стояв сморід. Магістрат не виділяв грошей на харчування ув'язнених, тому їх годували родичі (часом — жалісливі стражники). Передачі не перевірялися, тому іноді в камери потрапляв навіть алкоголь. П'яних ув'язнених, які вирішили буянити або співати пісні, силою вгамовували наглядачі з числа ціпаків. Ув'язнені у Високому замку харчувалися з одної кухні разом з охоронцями, для важливих персон там навіть варили пиво. Якщо слуги бургграфа (драби), які охороняли ув'язнених Високого замку, навмисне випускали в'язня на волю, то вони були зобов'язані відбути покарання за втікача.
У 1408—1411 роках в камері Високого замку сидів особистий ув'язнений короля Владислава II Якуб з Кобилян, звинувачений в подружній зраді з королевою. У 1410—1412 роках тут в очікуванні викупу містилися полонені в Грюнвальдській битві німецькі хрестоносці, в 1559 році — княгиня Єлизавета Острозька. У червні 1423 року в тюрму Низького замку в повному складі потрапила львівська міська рада, члени якої відмовилися платити один із королівських податків.

### Кримінальні покарання

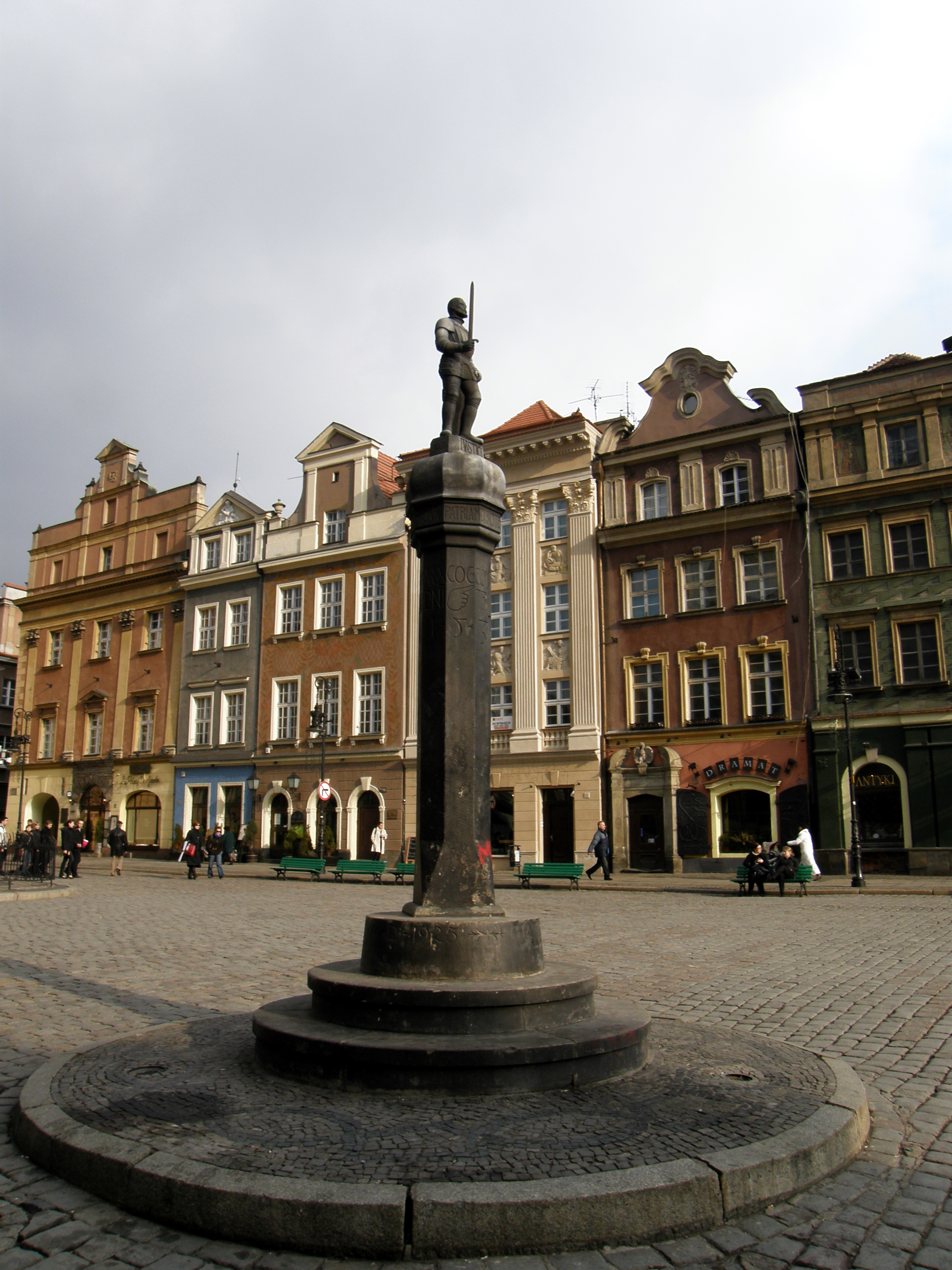
Типовий середньовічний прангер (Познань)

Для княжої доби були характерними м'які покарання, як правило, у вигляді грошових штрафів, смертна кара злочинців була радше винятком. Натомість у польський період страти або тілесні покарання стали буденною справою. Метою покарання було залякування загалу для запобігання вчинення правопорушень. Їх здійснював міський кат (також відомий як «пан малодобрий», «екзекутор», «майстер» або «майстер справедливості»). Відповідно до міського права кат виконував три види покарань: вигнання з міста (баніція), тілесні та позбавлення життя. За кожну екзекуцію він отримував від магістрату додаткову плату. Постійних розцінок не існувало. Наприклад, в 1531 році за відрубування голови кат отримував 12 грошей, а в 1548 році плата за аналогічну роботу складала вже тільки 7,5 грошей. Крім того, міська влада окремо оплачувала мечі, мотузки для повішення, кайдани, дрова для спалювання і будівництво шибениць, а також послуги присутніх на страті вартових, нічного бургомістра, воєводи або його заступника, трунарів і священнослужителів. Іноді з метою економії коштів вартість страти відраховувалася з майна засудженого. Хоча кат перебував під правовим захистом короля і магістрату, він і члени його сім'ї не могли брати участь у громадському житті міста. Статути цехів забороняли укладати з катом договори, навіть у храмі йому було передбачено спеціально відведене місце.
Допомагати катові виконувати його професійні обов'язки вважалося ганебною справою. Львівські цехи, на яких магістрат наклав обов'язок супроводжувати засуджених до смертної кари, постійно намагалися позбутися цієї неприємної повинності. Перші відомості про львівських катів датуються початком XV століття. Найчастіше ними ставали волоцюги, жебраки та інші містяни низького соціального становища. Іншою категорією осіб, яких влада примушувала ставати «майстрами справедливості», були злочинці, самі засуджені до смертної кари. «Смертники» ставилися перед вибором: або бути страченим приїжджим катом, або самим виконувати вироки.

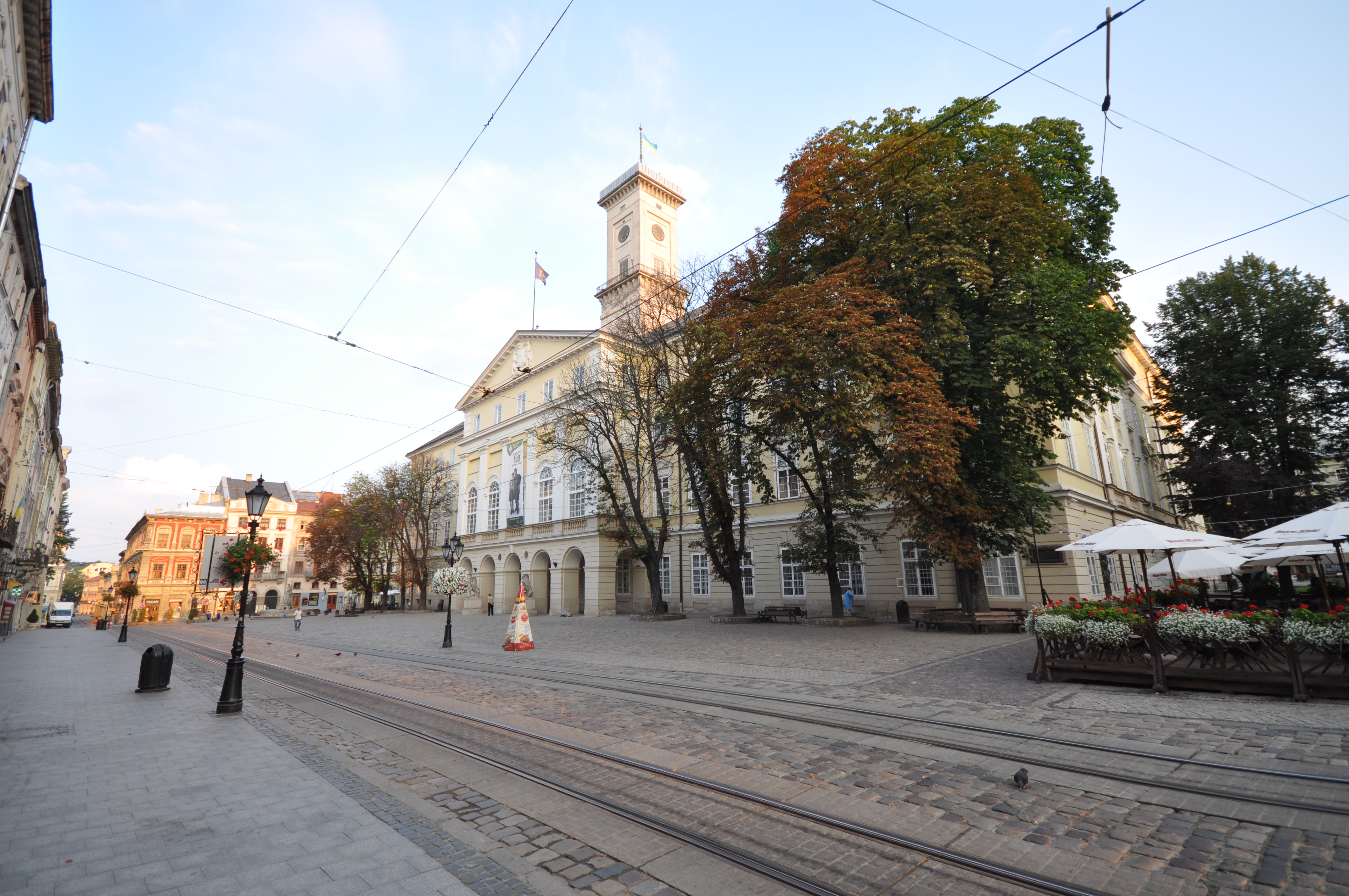
Площа Ринок

Побіч виконання смертних вироків і тілесних покарань в перелік обов'язків екзекутора входило застосування тортур до підозрюваних, нагляд за ув'язненими, супровід звинувачених до суду і засуджених до місця страти, поховання померлих у в'язниці або під час тортур, які не мали родичів, утримання місць екзекуції в належному санітарно-гігієнічному стані. Іноді кат та його помічники за додаткову плату стежили за порядком на міських ринках і вулицях, залучалися до збирання сміття, гною і падла. Деякі кати підробляли лікуванням хворих або дрібною торгівлею, створюючи у такий спосіб конкуренцію медиками та цирульникам. Кат значився в штаті магістрату і підкорявся безпосередньо львівському війту. Також місто оплачувало послуги двох помічників ката, надавало «пану малодоброму» будинок і ремонт житла (згідно з архівними документами, сім'ї львівських катів жили в єврейському кварталі або між стінами Галицької брами).
У середньовічному Львові існувало 4 традиційні види смертної кари: відрубування голови, повішення, спалення та ламання колін. Середньовічна Constitutio Criminalis Carolina передбачала також четвертування, втоплення, волочіння до місця страти та саджання на палю. Іноді, аби принизити честь страченого, відрубану голову підіймали на палицю і залишали на загальний огляд. Саме місце екзекуції також обиралося з таким розрахунком, щоб його могли побачити приїжджі до Львова іноземці та гості. В особливих випадках нутрощі та частини тіла четвертованих злочинців розвішували на стовпах при в'їзді до міста. Представників шляхти і багатих міщан страчували на західній стороні площі Ринок, де виконання екзекуцій проходило поблизу дерев'яного стовпа ганьби (прангера), встановленого біля ратуші у 1425 році. У 1598 році було встановлено кам'яний стовп, який вінчала скульптурна композиція ката з мечем і богині Феміди з терезами справедливості (цей прангер стояв на площі до 1826 року, а зараз зберігається в Львівському історичному музеї). У 1594 році на площі Ринок біля «соляної будки» з'явився ланцюг з нашийником «для сварливих баб» (винних в порушенні громадського порядку залишали в нашийнику на кілька годин, що мало швидше виховну мету, ніж завдавало фізичного болю).

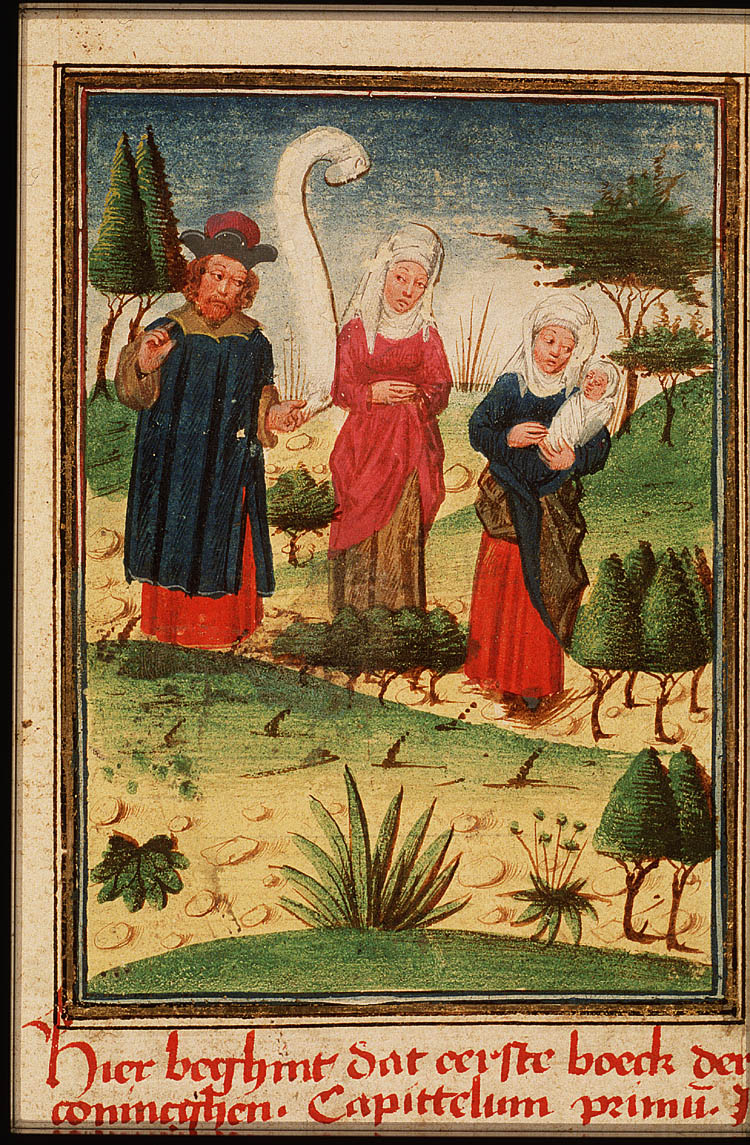
Середньовічна європейська ілюстрація на мотив двоєженства

Голову рубали за різні правопорушення: спробу проникнути в місто через стіну, розбій, вбивство (в тому числі вартового під час виконання ним службових повноважень) і навіть за двоєженство. Меч ката (його ще називали «меч правосуддя») мав широке руків'я для двох рук і прямий клинок зі зрізаним майже під прямим кутом вістрям. На клинку зображували герб міста і шибеницю (декілька збережених мечів виставлені в Львівському історичному музеї). У 1508 році відбувся випадок, коли кат не зумів з одного удару відрубати голову шляхтича Ієроніма Добростанського і тут же сам оголосив, що це знак зверху. «Смертника» помилували, але він після лікування подав на місто до суду за порушення своїх прав.
5 травня 1564 року на площі Ринок відтяли голову молдовському господарю-втікачу Стефану VII Томші. Він намагався таємно пробратися через Галичину до Угорщини, однак поблизу міста Стрий його затримав місцевий воєвода і запроторив до в'язниці львівської ратуші. Тіло Томші поховали в православному монастирі Святого Онуфрія. У червні 1578 року у Львові також на площі Ринок стратили Івана Підкову — претендента на молдовський трон, який з найманими козацькими загонами здійснив похід на Ясси. Відступивши на територію Речі Посполитої, козацького ватажка на вимогу Мурада III заарештували і засудили до смертної кари. Підкову тримали в багатому приватному будинку, перед розправою дали келих вина, а після відрубування голови поховали в підвалі Успенської церкви. За стратою спостерігав особистий султанський посол, який спеціально з цією метою прибув до Львова. Натомість польський король Стефан Баторій, який гостював у цей час в місті, навпаки, напередодні екзекуції завбачливо виїхав на полювання.
У вересні 1582 року у Львові обезголовили скинутого з трону молдовського господаря Янку Сасула. Прихопивши казну, він також намагався прорватися в Угорщину, але його затримав староста Снятина і доставив до Львова. На прохання Сасула кару виконали не мечем ката, а його власним бойовим мечем, який до кінця XVII століття зберігався в ратуші (тіло господаря поховали в бернардинському монастирі). Як стверджував хроніст Ігнаци Ходинєцький, з часом у місті поширилась поетична легенда, згідно з якою відрубану голову Сасула його дружина пришила до тіла небіжчика власним волоссям. У 1583 році у Львові за рішенням суду одночасно були обезголовлені декілька полонених козаків.

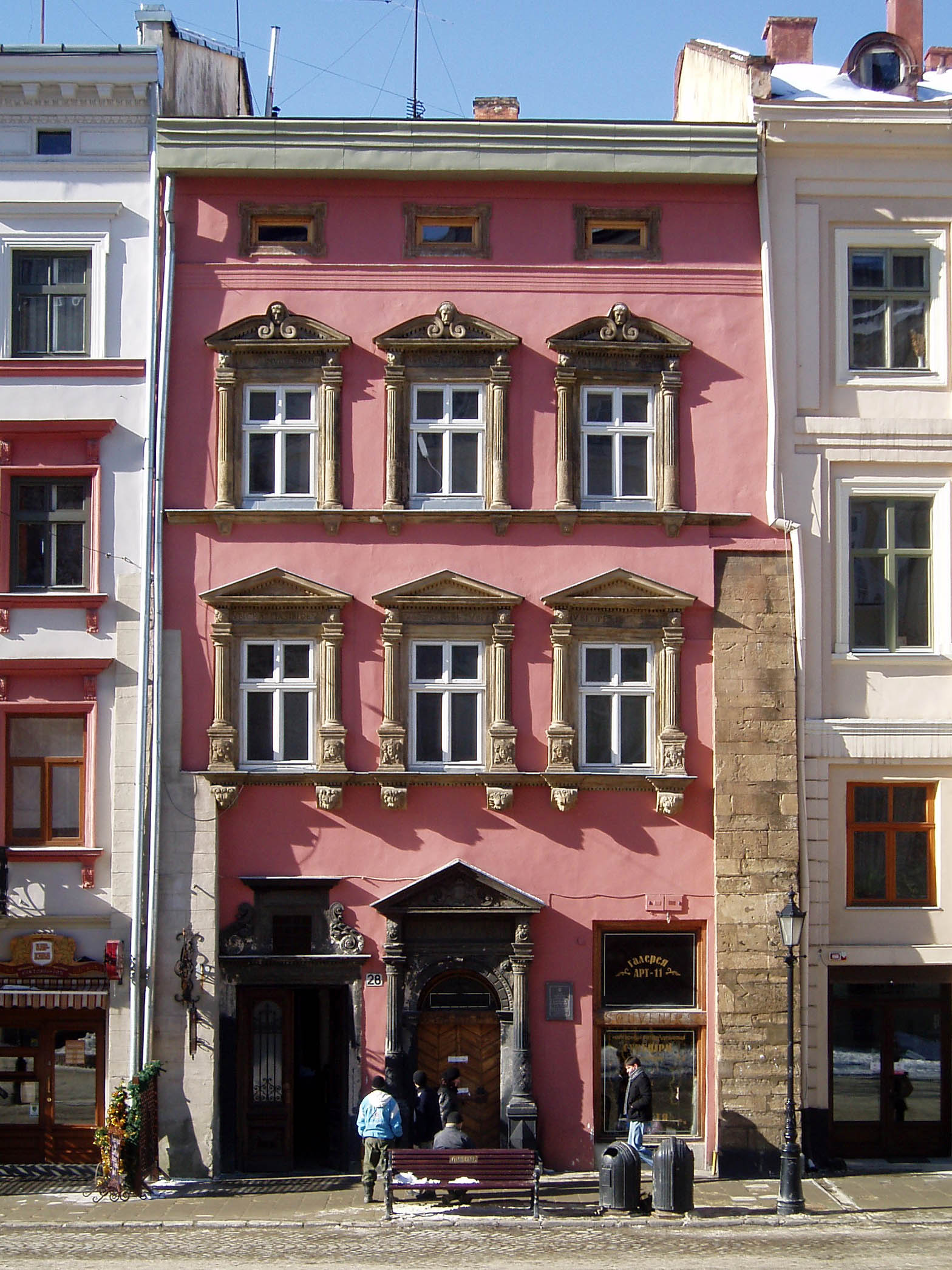
Дім Гепнера

Найбільш принизливим способом страти вважалося повішення, найчастіше його застосовували до злодіїв, грабіжників і розбійників. Нерідко тіла повішених залишали висіти до зотління мотузки або до розкладання трупа. Середньовічні правники обґрунтовували такий підхід необхідністю відлякувати потенційних правопорушників. Постійна кам'яна шибениця стояла за межами міських стін, на горі Страт (район перетину сучасних вулиць Клепарівської, Золотої та Пстрака), але існували і тимчасові шибениці. Підземна частина споруди з тесаного каменю мала вигляд криниці, куди кат скидав прах страчених. Надземну становили вимуровані кам'яні стовпи, на яких, власне, і вішали засуджених.
Через спалення страчували єретиків, богохульників (зокрема тих, які вчинили крадіжку з костелу), віровідступників, паліїв, фальшивомонетників і виробників фальшивого воску з міським клеймом, жінок, які скоїли крадіжку, отруїли когось або вбили близького родича, а також за статеві контакти між представниками різних конфесій (єдиний такий випадок, що трапився в 1518 році, пізніше оскаржили в королівському суді). Коліна ламали тим, хто скоїв умисне вбивство (особливо членів своєї сім'ї), в тому числі вбивство за допомогою отрути, пограбував храм або цвинтар, скоїв нічний підпал, заподіяв жертві важкі тілесні ушкодження або брав участь у кровозмішенні. За важкі злочини четвертували (в тому числі розбій), іноді засуджували до відрубування тільки рук і голови. Відносно рідко злочинців саджали на палю, в основному до цього засуджували жінок, які вбили своїх малолітніх дітей (крім того, за вбивство новонародженої дитини жінку могли закопати живцем в землю або втопити). Строго, аж до смертної кари, карали за інцест, двоєженство і зґвалтування (на таких вироках наполягала Церква, яка старанно стежила за мораллю містян).
Екзекуції на площі Ринок і горі Страт завжди проходили при великому скупченні городян і жителів приміських сіл (нерідко натовп активно підтримував або навпаки проклинав засудженого). Крім страт (покарань «на життя») міські кати практикували відрізання органів, биття батогами, закування в колодки (покарання «на тілі»). Руки відрубували за умисне поранення, внаслідок чого людина ставала калікою, за складання неправдивої присяги і підробку монет шляхом зменшення їх ваги; язик відрізали за самосуд, вуха або ніс — за звідництво (сутенерство) або дрібну крадіжку.

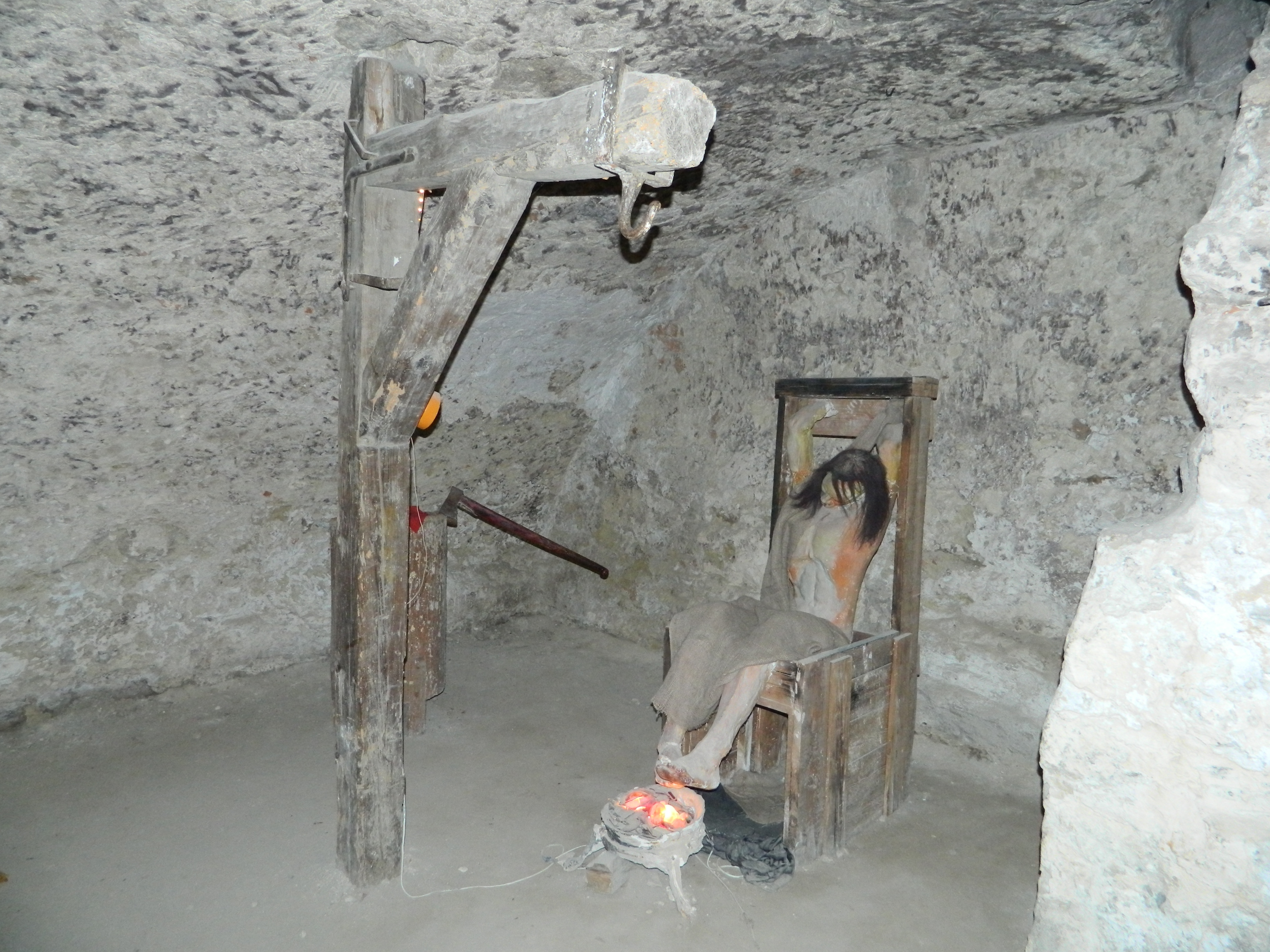
Реконструкція шибениці і тортури жаром в підвалі монастиря домініканців

За повіями (курвами), засудженими до тілесних покарань, зберігалися всі цивільні права. Тих, хто утримував публічний будинок (лупанарій) або займався сутенерством, били батогами біля ганебного стовпа або на сходах ратуші, а також виганяли з міста. Магдебурзьке право дозволяло чоловікові влаштовувати самосуд, якщо він заставав дружину з іншим чоловіком (при таких обставинах винних можна було безкарно ранити або вбити). Першим занотований у судових документах випадок подружньої зради зафіксовано у 1407 році. Тоді «на гарячому» впіймали пані Кухнову з родини Домагаличів та її молодого коханця Дзєвоша. Обдурений чоловік, вимагаючи від коханця моральної компенсації, почав судовий процес. На відміну від жінки, зрада з боку чоловіка обмежувалася лише осудом, його карали тільки тоді, коли він мав двох і більше дружин. За жорстоке побиття дружини або дітей карали батогами, штрафом або тюремним ув'язненням.
Дуже часто на сходах ратуші або Низького замку сікли за крадіжки, насильство над слугами, хуліганство, відмову від виконання трудових обов'язків або недбайливе виконання своїх обов'язків (наприклад, возного, який діяв не на користь об'єктивного розгляду справи, або адвоката, котрий навмисне шкодив своєму клієнтові). Покарання орчиком являло собою підвішування особи, що провинилася, за викручені назад руки. Така екзекуція застосовувалася, наприклад, до пекарів, які виготовляли неякісний хліб. За злочини з необережності покарання було м'якшим. Від кримінальної відповідальності за крадіжки і розбої звільняли неповнолітніх (до 14 років), а також тих, хто скоїв дрібну крадіжку через голод.